# Wersten
Wersten ist ein Stadtteil der Landeshauptstadt Düsseldorf.

## Geographie

### Lage
Der Stadtteil Wersten liegt im Düsseldorfer Süden etwa auf halbem Wege zwischen der Stadtmitte und Benrath  und gehört zum Stadtbezirk 9. Im Westen grenzt er an den Campus der Heinrich-Heine-Universität, der zu Bilk gehört, und den Stadtteil Flehe, im Norden an den Stadtteil Oberbilk, im Nordosten an Eller, im Südosten an Holthausen, im Süden an Itter und im Südwesten an Himmelgeist. Der nächstgelegene Punkt der Stadtteilgrenze zum Rhein ist etwa 460 Meter vom Rheinufer entfernt. Die größte Ausdehnung des Stadtteilgebietes beträgt ca. drei Kilometer und erstreckt sich entlang einer Linie zwischen Ostnordost und Westsüdwest.

### Landschaft
Rheinauen, die sich vor der Regulierung des Rheins Mitte des 19. Jahrhunderts bis an die Gerresheimer Terrasse und nach Unterbach und Hilden erstreckten, haben auch die Landschaft von Wersten geprägt. Seit der letzten Eiszeit durchzieht das Stadtteilgebiet ein Sandrücken vom nordwestlichen bis zum südöstlichen Rand also im Verlauf der heutigen Kölner Landstraße. und überragt das Umland in Wersten um einige Meter. Der Vorplatz der heutigen Stephanuskirche an der Wiesdorfer Straße, die früher Am Sandberg hieß, ist auch der höchste Punkt in Wersten. Rheinseitig fällt das Gelände stärker als nach Osten ab und wurde von Seitenarmen des Rheins durchzogen. Deshalb war dieses Gebiet ursprünglich von Feuchtwiesen geprägt und wird heute noch Benden – einer im Rheinland dafür geläufigen Flurbezeichnung – genannt. Aus dem gleichen Grund ist das Profil des Geländes auch nicht ganz flach, sondern es sind heute noch einerseits Mulden und Gräben und andererseits leichte Anhöhen erkennbar.
Im Norden des Stadtteils verläuft der südliche Arm der Düssel. Am sogenannten Werstener Kreuz (Kreuzung Kölner Landstraße/A 46 mit Anschlussstelle Düsseldorf-Wersten) zweigt mit dem Brückerbach ein weiterer Mündungsarm in südwestlicher Richtung ab. Vor 1908 begann er weiter nördlich an der Stelle, wo sich heute die Franz-von-Sales-Kirche befindet. Von dort aus floss das bis zu Beginn des 19. Jahrhunderts „Ikt-Bach“ genannte Gewässer durch Stoffeln und somit nordwestlich um das heutige Stadtteilgebiet herum. Bis zum Bau des Benrather Schlosses 1756 bis 1768 floss am südwestlichen Rand des heutigen Stadtteilgebietes auch die Itter, deren Verlauf anhand von Gräben insbesondere zwischen der Bebauung Am Haferkamp und dem Kleingärtnerverein Ickesward noch teilweise nachvollziehbar ist.
Bis in die 1970er Jahre wurde in Wersten Kiesabbau betrieben. Während die Baggerseen im Osten des Stadtteils verschwunden sind, sind zwei Grundwasserseen am nordwestlichen Rand bei Stoffeln erhalten geblieben: Ein See befindet sich im Besitz des örtlichen Anglervereins, liegt aber bereits auf Bilker Gebiet unweit der Sportanlagen der Heinrich-Heine-Universität und wird deshalb Unisee genannt. Der zweite nördlich davon gelegene See liegt dagegen ganz in Wersten, wurde zur Bundesgartenschau 1987 in den Südpark integriert und heißt seitdem Deichsee.

### Bevölkerung
Am 31. Dezember 2016 hatte Wersten 27.232 Einwohner. Zwei Jahre zuvor gab es 14.263 Privathaushalte, wovon 7.126 Singlehaushalte waren. Zum gleichen Zeitpunkt waren von den insgesamt 3.846 Wohngebäuden 2.325 Ein- und Zweifamilienhäuser und lag die Arbeitslosenquote bei 7,0 Prozent. Wersten ist ein traditionelles Arbeiterwohnviertel, das allerdings nicht zuletzt durch den Bau des Werstener Autobahntunnels Ende der 1980er Jahre eine deutliche Aufwertung erfahren hat.

### Bebauung

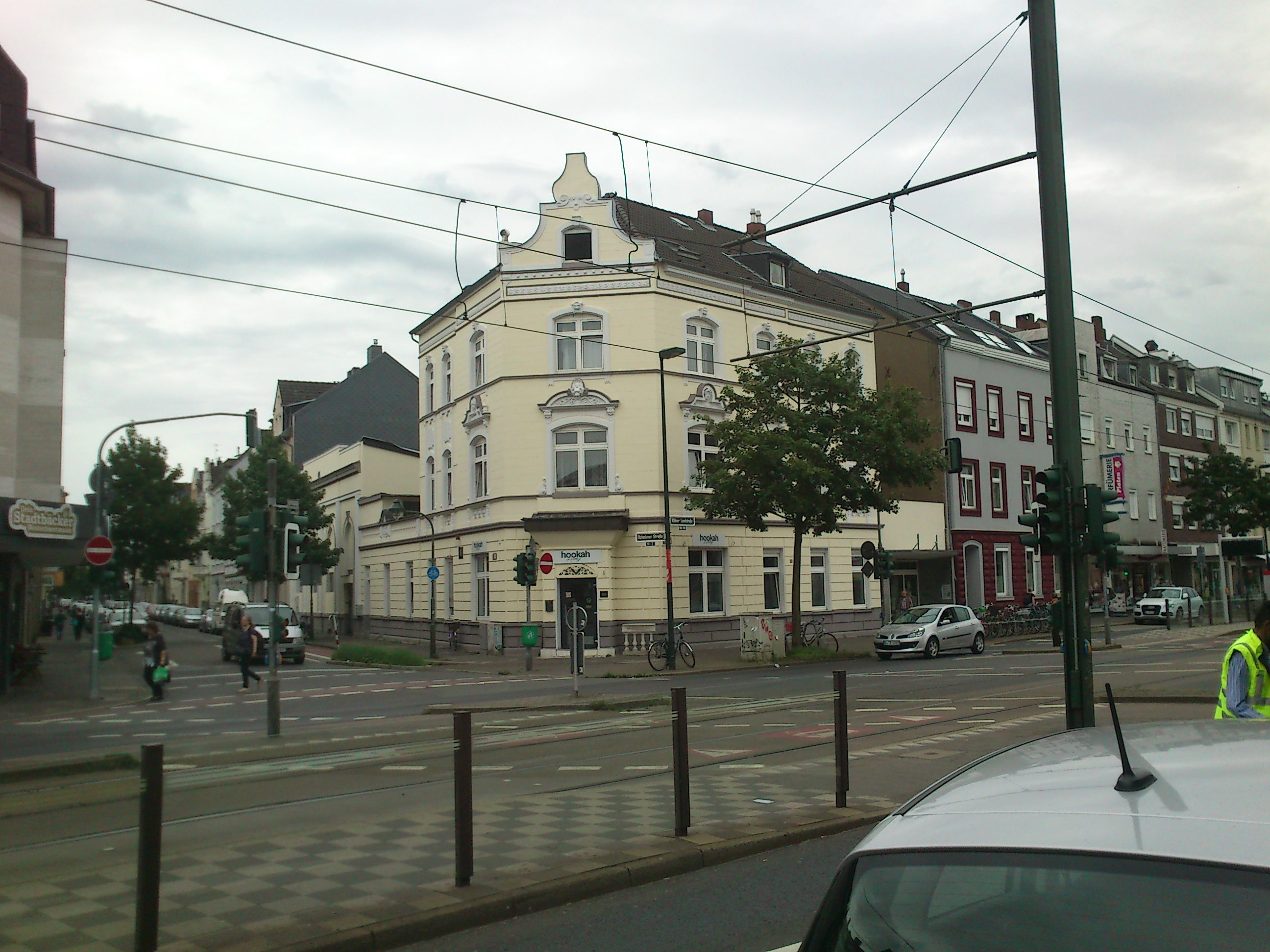
Haus Kölner Landstraße 190 / Ecke Opladener Straße, neugotischer Stil, Bauzeit 1898–1911

Eine Blockrandbebauung teilweise mit Jugendstilhäusern herrscht an der von Nordwesten nach Südosten als Hauptstraße verlaufenden Kölner Landstraße, der weiter östlich parallel verlaufenden Burscheider Straße und den verbindenden Querstraßen vor. In den Erdgeschossen befinden sich an der Kölner Landstraße überwiegend und sonst vereinzelt Läden oder ähnlich genutzte Räume. In den Höfen sind auch Handwerks- und sonstige Dienstleistungsbetriebe angesiedelt.
Darüber hinaus kommen Siedlungshäuser (Einzel- und Doppelhäuser, Baujahr 1930–60, im Rahmen der Nachverdichtung auch 1985–2005), Reihen-Einfamilienhäuser (Baujahr 1960 oder jünger) und Mehrfamilien- bzw. Mietshäuser in offener Bauweise und je nach Gebiet unterschiedlich hohen Anteilen vor.
Seit dem Mittelalter entwickelte sich ein Reihendorf links der Südlichen Düssel zwischen der heutigen Straße Am Dammsteg im Osten und der heutigen Franz-von-Sales-Kirche im Norden. Bis in die zweite Hälfte des 19. Jahrhunderts bestand Wersten fast nur aus Bauernhöfen. Erst mit der Ansiedlung industrieller Betriebe in Oberbilk und Lierenfeld Ende des 19. Jahrhunderts und nur wenige Jahrzehnte später auch in Holthausen und Reisholz wurden zunehmend Wohnungen für Arbeiter und Angestellte benötigt, weshalb auch in Wersten die Bautätigkeit zunahm. Im Bereich der Werstener Dorfstraße als ursprünglicher Hauptstraße und an der westlich davon verlaufenden Kölner Landstraße und damaligen Provinzialstraße von Düsseldorf über Oberbilk und Benrath nach Köln wurden zunächst ohne eine Planung im städtebaulichen Sinne sowohl Mietshäuser als auch Siedlungshäuser mit größeren Nutzgärten gebaut. Beispiele für diese Art der Bebauung sind
- die Zehn Hüser von 1903 an der Kölner Landstraße vor der Kreuzung mit der Straße Werstener Feld[4] und
- die Lammers Hüser an der Werstener Dorfstraße.[Anm. 4]

In den 1920er Jahren und besonders nach dem Ersten Weltkrieg wurden die ersten nun planmäßigen Siedlungen angelegt. Neben kleineren Häusergruppen wie beispielsweise die
- 1927 gebauten Kriegsbeschädigten Häuser Nummern 1 bis 19 an der Burscheider Straße zwischen der Kamp- und Liebfrauenstraße[4] und
- 1930 gebauten Henkelhäuser Nummern 204 bis 214 am östlichen Ende der Werstener Dorfstraße[4]

entstanden auch größere Viertel.
Trotz dieser verstärkten Bautätigkeit waren bis 1960 noch viele Bereiche kaum oder nur wenig bebaut. Der Bau der KAB-Siedlung im Westen der Benden, die Bebauung freier Flächen zwischen der Burscheider Straße und dem Kärntner Weg und das Wachstum und die Verdichtung des Viertels Wersten Süd-Ost, verbunden mit dem späteren Abriss der Stahlhäuser, läutete einen zweiten „Bauboom“ ein, der sich mit
- der Ausdehnung der Grünen Siedlung nach Westen und Osten um 1970,
- dem Bau des Viertels Wersten West in der ersten Hälfte der 1980er Jahre,
- der Kanalisation und Umgestaltung der Straßen und dem Beginn der Nachverdichtung in den Benden,
- der Errichtung des Düsseldörfchen anlässlich der Bundesgartenschau 1987,
- der Bebauung der Fläche zwischen Werstener Kreuz, Kölner Landstraße, Rheindorfer Weg und dem Brückerbach,
- dem 1992 fertiggestellten Geschäftszentrum in Verbindung der Verlängerung des Guerickeweges bis zur Kölner Landstraße[4] und
- der Bebauung der letzten Ackerfläche des Stadtteils zwischen Mendelweg und Wersten West in der zweiten Hälfte der 1990er Jahre

fortsetzte. Durch zwei der genannten Baumaßnahmen entstand auch Raum für neue Geschäfte und Gastronomie, wodurch auch ein Discounter-Markt einer weiteren Handelskette nach Wersten kam und zwei bereits langjährig ansässige Supermarkt- bzw. Discounter-Ketten durch Umzug in größere Räume ihren Standort in zentraler Lage erhalten konnten.
Unter anderem der Bau des Wohnparks Guerickeweg an der Kölner Landstraße und die Bebauung freier Flächen
- südöstlich der Ickeswarder Straße zwischen Dechen- und Scheideweg (Ernst-Abbe-Weg),
- am östlichen Ende der Werstener Dorfstraße (Tiroler Weg) bis 2003[5],
- nördlich der Straße Am Gansbruch (Brassertweg und Nöggerathweg) bis 2005[4] und
- hinter der Kirche St. Maria in den Benden (Flemingweg) bis 2006

mit Einfamilienhäusern setzten nach der Jahrtausendwende weitere städtebaulichen Akzente in Wersten.

#### Grüne Siedlung
Bereits im November 1917 erwarb der Siedlungsverein Gemeinnütziger Verein für Landhaussiedlungen damals noch zum Stadtteil Eller gehörende Grundstücke nördlich der Düssel. Am 31. Dezember 1919 fand hier der erste Spatenstich zum Bau einer größeren Siedlung statt. Bis 1927 wurden 357 Häuser mit 573 Wohnungen auf einem Gebiet, das sich bis zur heutigen Harffstraße erstreckt, gebaut. 1927 wurde auch die Gaststätte Düsselheim, deren Saal noch bei ihrer Schließung am 30. Juni 2001 zu den größten Veranstaltungsräumen gehörte und somit eine zentrale Rolle im Werstener Vereinsleben spielte, eröffnet. Die Grüne Siedlung wurde 1932 aus der katholischen Pfarrei St. Gertrud aus- und in die Pfarrei St. Maria Rosenkranz eingegliedert und gehört seitdem auch politisch zu Wersten. Um 1970 wurden weitere Flächen westlich der ursprünglichen Siedlung an der Wipperfürther und Lenneper Straße, östlich von ihr bis zum Friedhof Eller – die Bruchhausenstraße – und an der Harffstraße mit Ein- und Mehrfamilienhäuser bebaut. Inzwischen ist eine Erhaltungssatzung für das Gebiet, welches die ursprüngliche Siedlung und weiter südlich die Werstener Dorfstraße umfasst, in Kraft getreten.

#### Siedlungen an der Halbuschstraße
An der Halbuschstraße entstand ab 1922 die Spiegelglassiedlung und ab 1935 die Hermannstadt-Siedlung.

#### Wersten Süd-Ost
Südöstlich der Straße Werstener Feld entstand bis 1929 eine von zwei Düsseldorfer Stahlhaus-Siedlungen mit 246 Wohnungen für Flüchtlinge und Ausgewiesene mit zum Teil kinderreichen Familien. Auch nach dem Abriss der Stahlhäuser zwischen 1967 und 1972 und der anschließenden Neubebauung unter anderem mit mehreren Hochhäusern ist dieses Viertel ein sozialer Brennpunkt geblieben.

#### In den Benden
1923 wurde in diesem Gebiet das erste Wohnhaus gebaut. Ungefähr da, wo sich heute der Parkplatz des Sportplatzes befindet, gab es zuvor schon eine Ziegelei mit einem Ringofen. Darüber hinaus wurden dieses Gebiet ausschließlich landwirtschaftlich genutzt. 1934 begann die flächendeckende Bebauung der Benden mit Siedlungshäusern und es entstanden die ersten nach Naturwissenschaftler(inne)n benannten Straßen. Am Scheideweg wurde 1949 der neue Sportplatz des SV Wersten 04 angelegt. Neun Jahre später begann in unmittelbarer Nachbarschaft der ehemaligen Ziegelei der Bau der katholischen Kirche St. Maria in den Benden, die nach nur eineinhalbjähriger Bauzeit im September 1959 eingeweiht wurde.
Ende der 1950er Jahre war der südwestliche Teil der Benden außer entlang der Straße Auf'm Rott noch unbebaut. Auf einer leichten Anhöhe zwischen dem Brückerbach und Auf'm Rott baute um 1961 die Wohnungsbaugesellschaft der KAB Düsseldorf eine Siedlung mit Reihen-Einfamilienhäusern und Sozialwohnungen in Mehrfamilienhäusern, weshalb sie bis heute auch KAB-Siedlung genannt wird. Diese Siedlung war natürlich auch an die Kanalisation angeschlossen. Auf diesen Komfort mussten viele alteingesessene Anwohner der Benden noch bis in die 1980er Jahre warten. Auch waren die Straßen bis zu diesem Zeitpunkt zwar asphaltiert aber nicht befestigt und besaßen keine Bürgersteige. In den 1980er Jahren begann in den Benden eine Nachverdichtung, die in der ersten 2000er-Dekade weitestgehend abgeschlossen wurde.
Heute durchziehen zwei Grünflächen die Benden, einerseits eine um die KAB-Siedlung und der angrenzenden Bebauung herum führende Grünanlage entlang einer ehemaligen Schleife des Brückerbaches (vgl. Karte von 1872) mit einer Pferdekoppel und einem großen Spielplatz mit mehreren Erlebnisspielräumen und andererseits ein Grünfläche entlang eines ehemaligen Rheinarms unweit der Kölner Landstraße ebenfalls mit vielen Spielmöglichkeiten.

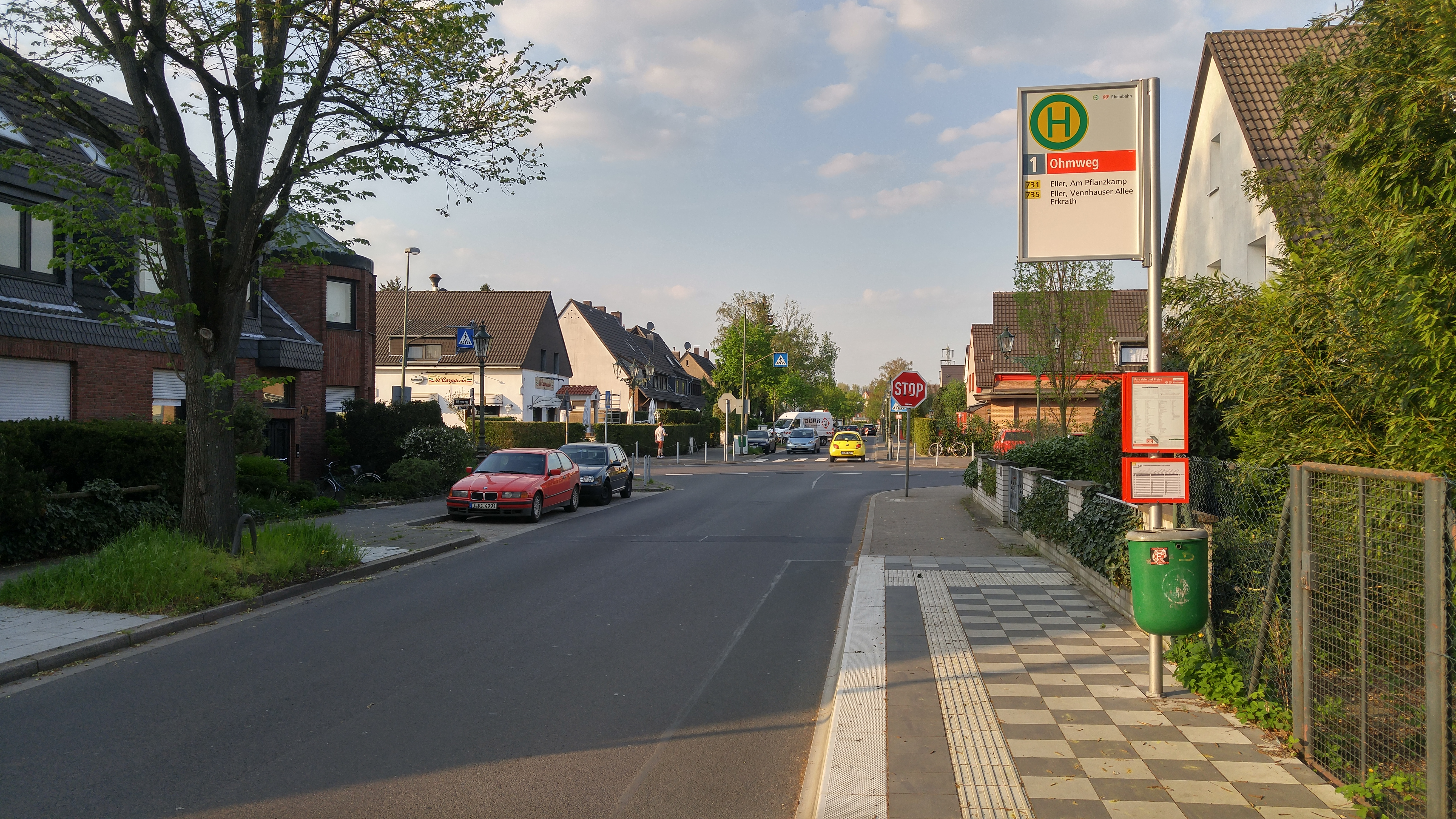
Kreuzung Auf'm Rott mit Dechenweg und Ohmweg
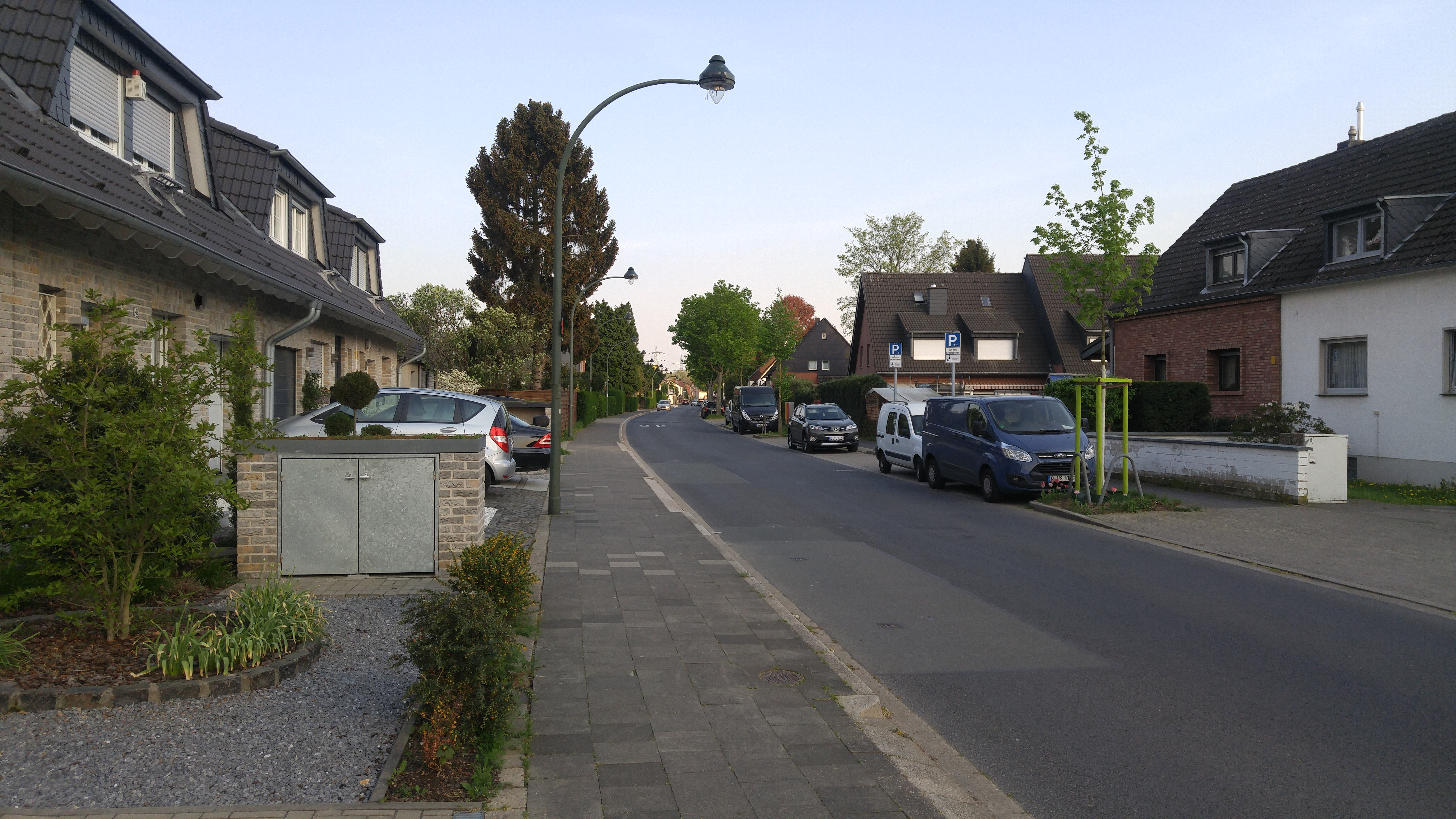
Dechenweg von der Kreuzung Auf'm Rott/Ohmweg aus gesehen
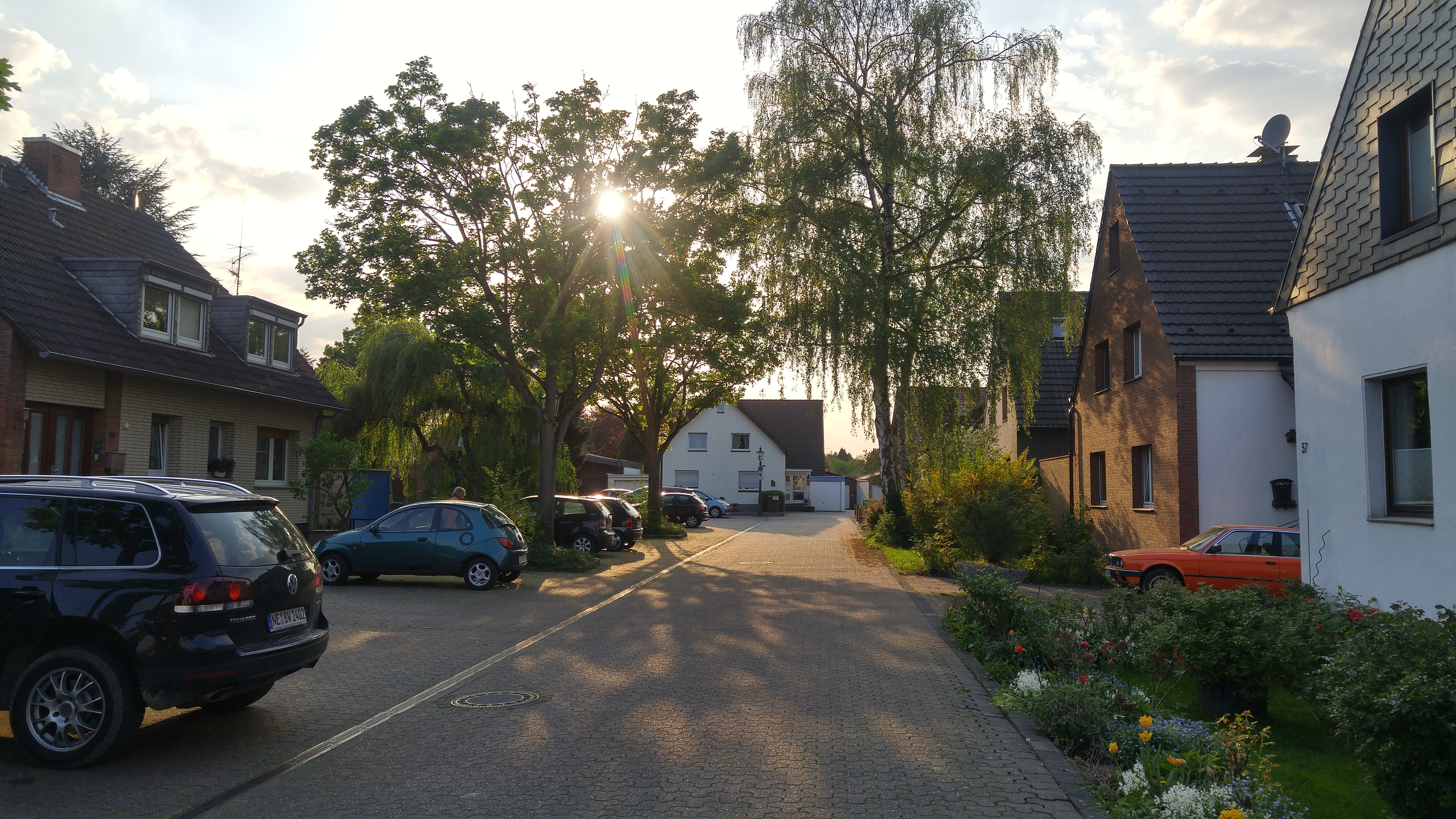
Geißlerweg in westlicher Blickrichtung
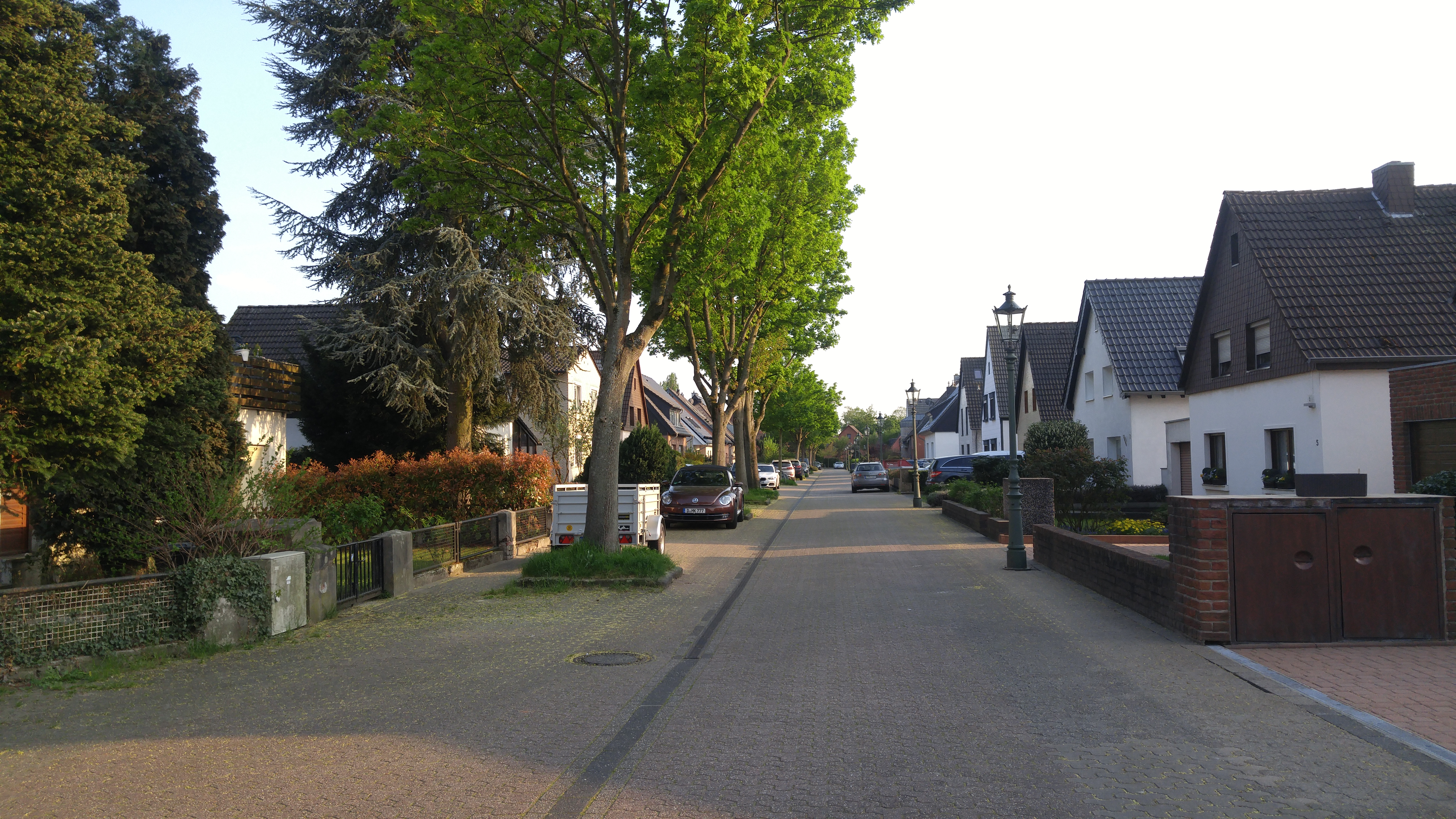
Dopplerweg in südlicher Blickrichtung
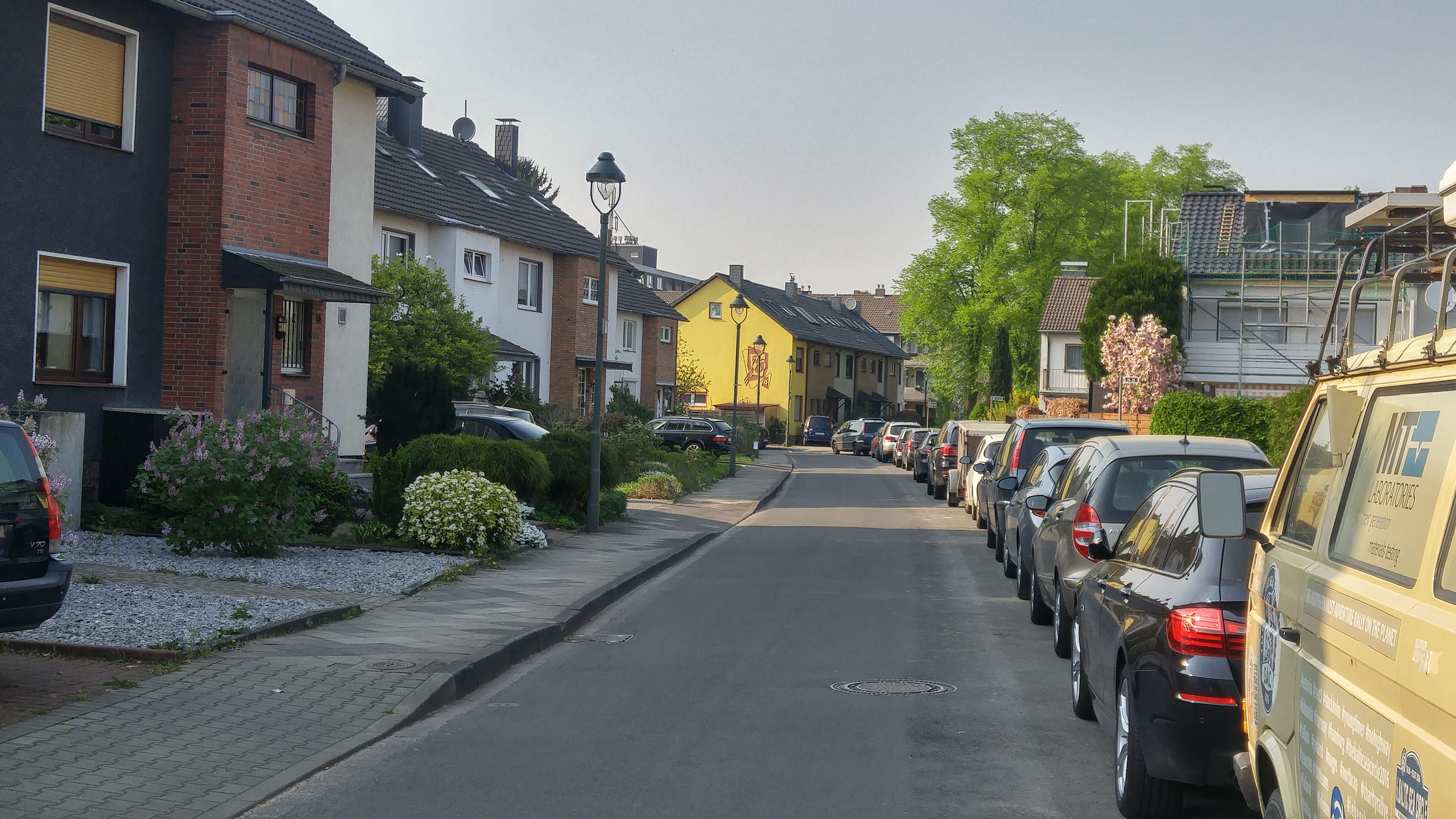
Senefelderweg in der KAB-Siedlung

#### Wersten-West
Das abwechslungsreich gestaltete und aus ein- bis viergeschossigen Ein- und Mehrfamilienhäusern bestehende Viertel nordöstlich der Münchener Straße wird von der zwischen Auf'm Rott und Ickeswarder Straße verlaufenden Otto-Hahn-Straße nahezu ringförmig erschlossen. Sichtmauerwerke aus Ziegelsteinen und Satteldächer aus Dachziegeln prägen die äußere Gestalt der meisten Häuser. Wie zuvor schon in den Benden standen bekannte Naturwissenschaftler(innen) bei der Benennung der Straßen Pate.
Bis in die zweite Hälfte der 1970er Jahre wurde südlich des Mendelwegs bis nach Itter und Himmelgeist Ackerbau betrieben. Anschließend begannen ausgehend von der Ickeswarder Straße die Bauarbeiten für das neue Viertel. 1980 bezogen die ersten Anwohner die Wohnungen an der Fritz-Strassmann-Straße, einer von der Otto-Hahn-Straße nach Süden abzweigenden Stichstraße. Von dort aus wuchs das Viertel in wenigen Jahren und mehreren Bauabschnitten weiter nach Norden.

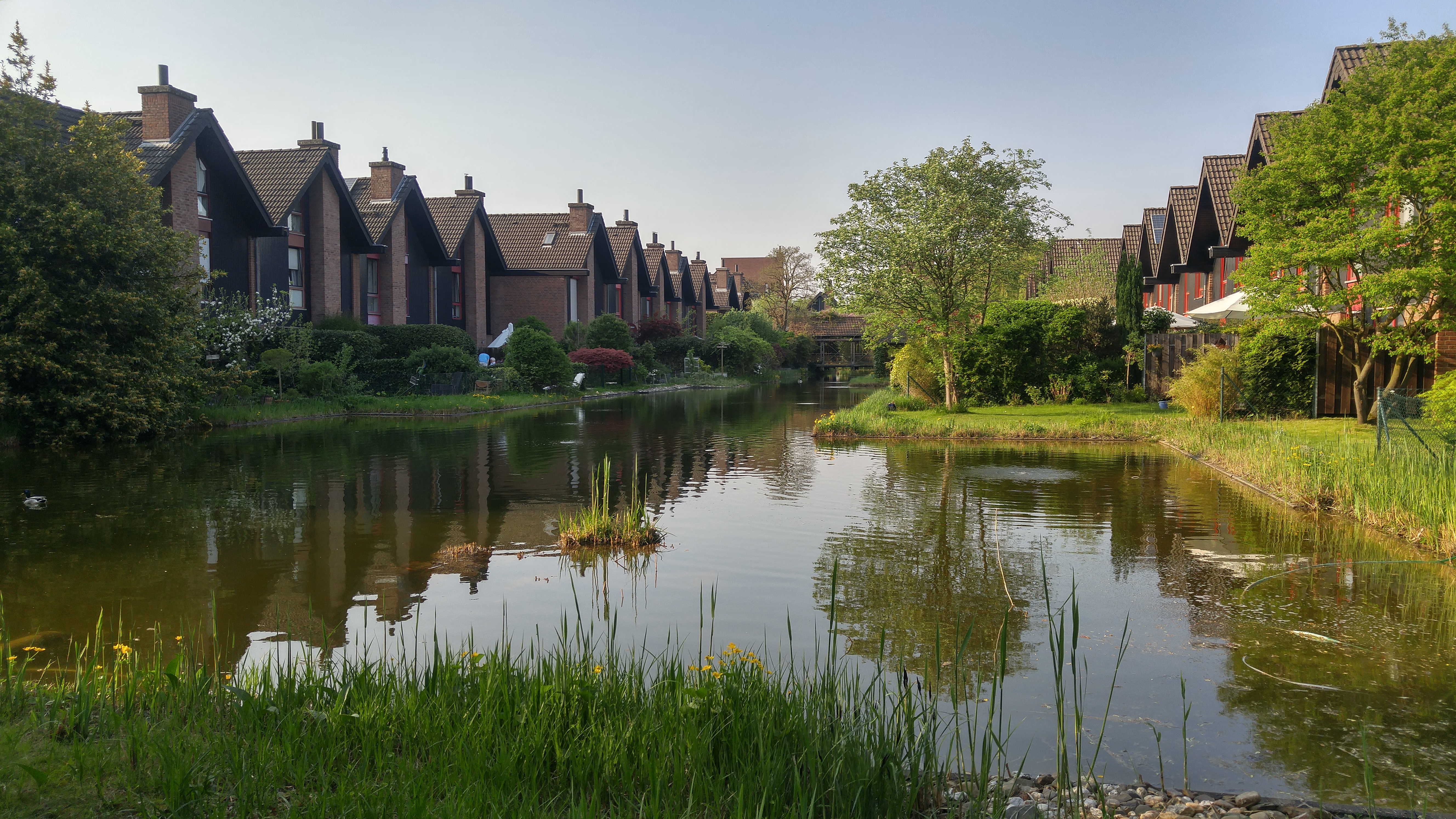
Einfamilienhäuser am Teich im Wohngebiet Wersten West in Düsseldorf

Das von der Otto-Hahn-Straße begrenzte zentrale Gebiet wird von zwei gleichnamigen kurzen Sackgassen und der Lise-Meitner-Straße als längere Stichstraße erschlossen. Sonst gibt es hier nur Fußwege, an denen auch die Eingänge vieler Häuser liegen. Im östlichen Teil liegt ein langer L-förmiger Teich, an dem überwiegend Reihen-Einfamilienhäuser mit Holzgiebeln liegen. Anschließend sind zweistöckige Ein- und vierstöckige Mehrfamilienhäuser so angeordnet, dass mehrere Innenhöfe mit ausreichend Platz für Gärten der Bewohner in den Erdgeschossen aber auch für gemeinschaftliche Spielflächen entstehen. Diese Höfe sind durch Durchlässe in den Gebäuden erreichbar. Entlang einer kurzen Fußgängerzone befinden sich mehrere kleinere Ladenlokale und ein beliebtes griechisches Restaurant aber kein Supermarkt. Unweit davon sind inzwischen zwei Kindertagesstätten angesiedelt, die nächste Grundschule befindet sich aber ein- bis eineinhalb Kilometer entfernt außerhalb des Viertels.
Westlich des zentralen Gebietes verläuft die Max-Born-Straße, an der sich auch nach dem Bauherrenmodell finanzierte Appartements für Studierende der nahe gelegenen Heinrich-Heine-Universität befinden. In der Nähe am nördlichen Ende des Viertels entstand etwa ein Jahrzehnt später eine größere vom Studierendenwerk Düsseldorf betriebene Anlage. Weitere Flächen blieben noch bis zu 15 Jahre unbebaut. Ein Lücke im zentralen Bereich wurde erst 2001 geschlossen, weshalb sich der dort vorherrschende Baustil von der Umgebung unterscheidet. Die im Verlauf der schon früher abgeschlossenen Nachverdichtung entlang des Scheideweges und der Ickeswarder Straße entstandenen individuell gestalteten Einfamilienhäuser werden auch von der Otto-Hahn-Straße und der dort abzweigenden Pascalstraße erschlossen.

#### Düsseldörfchen
Der Tradition Bundesgartenschauen mit städtebaulichen Vorhaben zu verbinden folgend wurde das Düsseldörfchen als „Vorzeige-Stadtviertel“ der Bundesgartenschau 1987 geplant. Die Mehrfamilien- und Reihen-Einfamilienhäuser des ersten Bauabschnittes wurden ab 9. November 1985 (Grundsteinlegung) am Ufer eines ehemaligen Baggersees – dem Mittelpunkt des Landschaftsparks Vor dem Deich im Süden des Ausstellungsgeländes und heutigen Südparks – gebaut und bis zur Eröffnung der Gartenschau fertiggestellt. Die Bauweise ähnelt der in Wersten West, wobei durch die Durchlässe in Gebäuden auch Straßen führen und somit nahezu jedes Einfamilienhaus direkt mit einem PKW erreichbar ist und über einen Carport verfügt. Auf dem bis zur Kölner Landstraße reichenden Gelände, das zuletzt durch recht ungeordnete Ansiedlung von Kleingewerbe geprägt war, sollte das Düsseldörfchen nach der Bundesgartenschau erweitert werden. Zunächst entstand dort eine große Rasenfläche. Dieser zweite Bauabschnitt wurde aber nicht mehr realisiert. Stattdessen baute die Provinzial Rheinland dort ihr neues Verwaltungsgebäude, welches sie am 19. Januar 1995 bezog.

## Geschichte

### Bis etwa 1850
Grabungsfunde aus dem Stadtteilgebiet – ein Glockenbecher und ein Faustkeil, im Stadtmuseum ausgestellt – lassen darauf schließen, dass schon in vorgeschichtlicher Zeit in diesem Teil der Rheinaue gesiedelt wurde.
Von der geschichtlichen Entwicklung Werstens im Mittelalter sind relativ wenige belastbare Dokumente vorhanden, da kein Rittersitz nachweisbar ist. Von den auch in Wersten vorhandenen wenigen größeren und alten Höfen gibt es keine chronologischen Aufzeichnungen. In alten Kartenskizzen liegen alle Höfe links der südlichen Düssel und im Norden südlich des Brückerbaches. Sie sind im Nordwesten in Höhe der ehemaligen Scheidlingsmühle an der heutigen Kölner Landstraße beginnend, zuerst südlich bis zum Beginn der heutigen Werstener Dorfstraße und dann nach Osten bis zum Dammsteg und dem Oerschbach verlaufend, angeordnet. Später entstand bei zunehmender Bebauung für den östlichen Teil die Werstener Dorfstraße.
1050 oder 1063, die Zeitangabe differiert je nach Quelle, wird Wersten erstmals als „Werstine“ schriftlich in der Stiftungsurkunde Frithericus erwähnt.
In einer weiteren Stiftungsurkunde, Gatefridus de Erprothe, wird es 1150 als „Werstyne“ angeführt. Im Jahre 1218 wurde es in einem Heberegister von Gerresheim als „Warstein“ bezeichnet. 1360 wurde Wersten dem herzoglich bergischen Amt Monheim zugeteilt. In einer Aufstellung zum Amt Monheim von 1363 über die zugehörigen Landgerichte ist neben anderem Himmelgeist angeführt. Das Landgericht Himmelgeist muss zu dieser Zeit auch für Wersten zuständig gewesen sein, da 1368 in einer Urkunde des Gerichtes ein Schöffe aus Wersten angegeben wurde. Der Textabschnitt lautet: „Vor Wilh. de Wersteyn und Henr. dictum an der Aldenbrücken et ceteris scabinis (Schöffen) in Homelgeist erscheinen …“. 1498 wurde ein Landverkauf Auf'm Rott in Wersten und 1525 der Verlauf des Grenzflusses Brückerbach, „de op dat Roytt (= Rott) gehoirt“, vor den Schöffen des „Landgerichts zu Hymelgeist“ verhandelt.
Eine Scheidlingsmühle wird in einer Urkunde von 1439 angeführt. Scheidling ist vermutlich eine Abwandlung des Namens eines Pächters für diese Mühle. Der Name wird 1273 mit Ropertus de Schadelich angegeben. 1893 brannte die Mühle, welche mittlerweile nur noch als Lager genutzt wurde, ab. An ihrer Stelle wurde zunächst eine Gaststätte betrieben und 1969 bis 1971 die Franz-von-Sales-Kirche gebaut.
Bereits 1588, während der kriegerischen Auseinandersetzung zwischen Philipp II. von Spanien und der Utrechter Union, wurde Wersten geplündert. Während des Dreißigjährigen Krieges wurde es, wie viele Orte in Deutschland ebenfalls, häufig geplündert. Verursacher waren 1622 spanische, 1633 kaiserliche und 1634 schwedische Landsknechte. Von 1639 bis 1642 schlugen kaiserliche Truppen Quartier im Düsseldorfer Süden auf, wovon auch Wersten betroffen war.
Von den größeren Höfen liegen für Barfes- und Oerschhof sowie Gut Hohensand belastbare ältere Daten in Urkunden vor. Der Barfeshof, auch Berfes- oder Berwitthof genannt, lag in Höhe der Dorfstraße Nr. 62–66 direkt an der Düssel. Er wurde vermutlich zwischen 1000 und 1100 angelegt. Da Barfes im Niederdeutschen ein Bergfried war und witt weiß bedeutet, dürfte der „weiße Turm“ namensgebend für diesen Hof und auch für den Namen Wersten (Wehrturm = Wehrstein = Wersten) sein. Da damals Höfe mit einem Wehrturm nur von zehntberechtigten Personen errichtet wurden, gehörte dieser Hof ursprünglich vermutlich einem Angehörigen des Adels. Hierfür spricht auch, dass später örtlich neben dem Barfeshof ein „An der Leut Hof“ (auch Hof zur Leuchten genannt) nachweisbar ist. Dies deutet auf eine nachträgliche Aufteilung des ursprünglichen Herren- und Gesindehofes zu zwei getrennten Höfen hin. Laut Eintragung im Himmelgeister Kirchenbuch war 1661–65 ein Henrich Rohr, der auch Kirchmeister zu Himmelgeist war, Halfmann auf dem Berfess-Hof. Für den Bau des südlichen Düsseldorfer Autobahnzubringers der heutigen BAB 46 sowie der Landschafts- und Ortsplanung 1927 musste der Hof viele Ländereien abgeben und wurde 1928 abgerissen.
Ein großer und alter Hof war der Oerschhof. Er lag im Bereich des Eselsbaches. Seine Ländereien erstreckten sich teilweise bis in das Reisholzer Gebiet. Der Hof wird in einer lateinisch verfassten alten Urkunde angeführt. Eine Übersetzung eines Textteiles lautet: „in der Gegend von Werstyne, in der Elp, wurde im Jahre 1062 der Oerschhof als Stiftung dem Altare ‚Der heiligen Maria im Paradise‘ unter dem Erzbischof Anno vermacht“. 1218 war der Hof in Besitz des Stiftes Gerresheim. Der damalige Pächter hatte dem Stift den Zehnt zu bezahlen. Im Pachtbrief der Äbtissin Jutta von Daun vom 12. April 1420 wird der Hof „uff de Uersel, vulge Ursch“ genannt. Weitere Daten für den Hof sind für 1577, eine Verpfändung, und 1829, Freifrau von Bönningen ist Eigentümerin, sowie 1914 und 1920 überliefert.
Durch Landabgabe, beispielsweise für die Eisenbahnstrecke Düsseldorf–Köln, wurde das bewirtschaftete Areal ab Mitte des 19. Jahrhunderts immer kleiner. Er wurde deshalb in der ersten Hälfte des 20. Jahrhunderts aufgegeben und abgerissen.
Ein weiterer großer Hof war das Gut Hohensand. Er lag an der Kölner Landstraße, früher Provinzialstraße genannt, nördlich der Scheidlings-Wassermühle. Folgende Daten sind von diesem Gut bekannt: Um 1700 war ein Johannes Wülfing Besitzer des Gutes. 1788 war laut Kataster Professor Pampus Eigentümer. 1829 wurde das Gut von der Witwe Korf an Heinrich Keusen aus Hamm verkauft.
Durch den Bau des Eisenbahn-Abstellbahnhofes an der Harffstraße (1. Hälfte 20. Jahrhundert) und des Straßenbahndepots an der Siegburger Straße (bis 1914 errichtet) verlor der Hof immer mehr Ländereien und wurde aufgegeben.
Weitere Höfe, von denen mindestens ein altes Datum in Urkunden vorliegt, sind nachfolgend angeführt. Die Jahresdaten der Urkungen sind in Klammern angegeben: Heukes- auch Heusenhof genannt (1780 Besitzer Fam. Custodis), Lindenhof (1654 Besitzer Fam. Engels), Helpertz-Hof (zahlte im 17. und 18. Jahrhundert einen Zehnt an St. Nikolaus in Himmelgeist), Potthof (1691 Eigentümer Frau Achens und Lampenscherf), Schultheishof (Eigentümer 1780 Fam. Krüll) und Nixenguth (1791 Eigentümer Michael Nix).
Von Beginn der Aufzeichnungen an war Wersten Himmelgeist angeschlossen. Bei der napoleonischen Neuordnung der deutschen Weststaaten im Jahre 1806 wurde Himmelgeist-Wersten eine der vier Landgemeinden, die zur Mairie Benrath im großherzoglich bergischen Kanton Richrath gehörten. Auch später, nach der Übernahme der Grafschaft Berg durch den König von Preußen im Jahre 1815, blieb die Gemeinde Himmelgeist-Wersten zur Bürgermeisterei Benrath zugehörig. In einer Aufstellung von 1817 nach Ende der Franzosenzeit wurde unter dem Dorf Wersten auch zusätzlich ein zugehöriges Dorf Windfoch angeführt. Der Name Windfoch war vermutlich auf eine große Windbruchschneise zurückzuführen, die ein sehr starker Sturm Ende des 18. Jahrhunderts in diesem Gebiet verursacht hatte. Der nordöstliche Bereich links der Düssel wurde mit Wersten und der nordwestliche Bereich unterhalb des Brückerbaches mit Windfoch bezeichnet. Diese Aufteilung für das Gemeindeteil Wersten in die Bereiche Windfoch und Wersten wurde unverändert auch 1836 in einer weiteren Aufstellung zu den Gemeinden im Landkreis Düsseldorf angeführt.

### Ab etwa 1850
Bis Mitte des 19. Jahrhunderts war Wersten eine reine Bauerngemeinde. Die Anzahl der Bewohner im Gebiet von Wersten mit Windfoch betrug 1817 392 Personen. Mit der zunehmenden Industrialisierung des Düsseldorfer Südens änderte sich diese Struktur. Viele Arbeiter und einfache Angestellte von der Industrie aus den Nachbargemeinden ließen sich hier nieder und es wurden zunehmend Häuser mit Mietwohnungen errichtet. Weiterhin wurde das Areal vieler Bauernhöfe durch die Umwandlung der Äcker in Bauland oder vielfach auch durch eine Nutzungsänderung in Kies- oder Lehmgruben verkleinert. Dadurch wurden sie zu Nebenerwerbshöfen oder ganz aufgegeben. Die Bewirtschaftung der letzten inzwischen kleineren Bauernhöfe wurde Mitte des 20. Jahrhunderts beendet und die bäuerliche Vergangenheit ist damit erloschen.
Die Anzahl der Bewohner im Gemeindebereich Wersten stieg bis 1908 auf 5550 und gehörte damit neben dem noch stärker bewohnten Gemeindegebiet Benrath zu dem Bereich in der Samtbürgermeisterei Benrath, das einen ungewöhnlich hohen Zuzug von Bewohnern aufwies. Aufgrund dieses hohen Bevölkerungswachstums und der notwendigen baulichen Entwicklung des späten 19. und frühen 20. Jahrhunderts bekam Wersten Probleme, die kommunale Versorgung seines Gemeindebereiches sicherzustellen. Zu den finanziellen Aufgaben der Gemeinden gehörte die Sicherstellung des Polizeiwesens, der Bau der erforderlichen Schulen mit der Besoldung des Lehrpersonals, die Instandhaltung und der Bau neuer Straßen und Wege, die Unterstützung der Armen und die Versorgung mit el. Strom, Gas und Trinkwasser einschließlich der Abwasserableitung. Letztere wurde zunehmend für Wersten zu einem Problem. Eine Kanalisation für die Ableitung des Abwassers war nicht vorhanden und das Abwasser und der Schlamm der Sickergruben wurden über die Bauern mit der Felddüngung entsorgt. Da aber immer mehr Ackerland in Wersten für die Ziegeleien und Kiesgewinnung anderweitig verwendet wurde, waren wegen der schrumpfenden Flächen Engpässe zu erwarten. Zusätzlich prekär war der wachsende Wasserbedarf für die zunehmende Bevölkerung, die über die bestehende Benrather Wasserversorgung nicht mehr gesichert war.
Zur Lösung dieser Probleme strebten die Werstener, ohne Himmelgeist, einen Anschluss an die Stadt Düsseldorf an. Bereits am 11. Februar 1903 stellten 5 Werstener Mitglieder des Gemeinderates in einem Schreiben an den Benrather Bürgermeister Steinhauer 2 Forderungen. Die erste Forderung betraf die zukünftige Beistellung von Gas und Wasser durch Düsseldorf. Die zweite Forderung war die Eingemeindung von Wersten ohne Himmelgeist nach Düsseldorf. Diese Forderungen wurden vom Benrather Bürgermeister nicht unterstützt und der Landrat des Landkreises Düsseldorf war strikt gegen die Herauslösung von Wersten aus dem Landkreis. Trotzdem kam es durch die Verträge von 1906 und den Ergänzungen von 1907 zu einer vertraglichen Lieferung von Gas und Wasser durch Düsseldorf an Wersten.
Mit diesen Lieferverträgen waren die ersten Schritte einer Eingemeindung von Wersten nach Düsseldorf eingeleitet. In einer Abstimmung des Gemeinderates von Himmelgeist-Wersten am 14. November 1906 waren 16 von 20 Mitgliedern gegen die Abtrennung der Gesamtgemeinde vom Landkreis aber alle 20 für die Eingemeindung von Wersten nach Düsseldorf. Bereits ein Jahr vor der Gebietsreform von 1909 (Düsseldorfer Details hier) teilte der Regierungspräsident dem Landrat des Landkreises Düsseldorf mit, dass laut Erlass des Preußischen Königs vom 16. November 1907 Wersten von der Gemeinde Himmelgeist-Wersten getrennt und von Düsseldorf eingemeindet wird. Diese Eingemeindung trat am 1. April 1908 in Kraft.
Im Gegensatz zu den nördlichen und südlichen Nachbargemeinden siedelten sich in Wersten keine größeren Industriefirmen an. Ausnahmen waren nur einige Kleinbetriebe wie eine Brotfabrik und eine größere Wäscherei mit Reinigung und zwei große Servicebetriebe. Die Straßenbahn baute ab 1913 ein Depot an der Siegburger Straße, das bis 1916 fertiggestellt und am 1. Juli 1916 in Betrieb genommen wurde. Die Eisenbahn errichtete 1928 einen Abstellbahnhof und 1932 einen großen Ringlokschuppen an der Harffstraße. Allerdings gehörte bis 1932 das Gebiet der Grünen Siedlung, und damit auch die Harffstraße mit dem Abstellbahnhof, noch zu Eller. Bis zu diesem Zeitpunkt lag das Gemeindegebiet von Wersten nur südlich der Düssel. In den 1970ern wurde die Instandhaltung von Dampfloks beendet und danach auf die Instandhaltung von S-Bahnen umgestellt.
Da in Wersten Lehm- und Kiesböden weitverbreitet waren, wurden viele dieser Bereiche für die regen Bautätigkeiten im Umkreis von Düsseldorf ausgebeutet. Es entstanden ab Ende des 19. Jahrhunderts Kiesgruben und Ziegeleien. Von den nach Ausbeutung dieser Gruben entstandenen Ödflächen wurden einige kurzzeitig, viele aber erst nach Jahrzehnten wieder rekultiviert und/oder bebaut. Kurzfristig wieder bebaut wurde beispielsweise der Bereich zwischen Burscheider Straße und Kölner Landstraße südlich ab der Kampstraße. Weitere Gelände mit derartigen Ödgebieten waren: im Nordwesten große Bereiche der „Bende“, ursprünglich Windfoche genannt, das Gebiet südwestlich der ehemaligen Scheidlingsmühle, mit zwei großen Baggerseen und des heutigen Südparks, der mittlere Nordosten ab der Kölner Landstraße, heute zum Teil zur Grünen Siedlung und dem Erweiterungsbereich des Eller Friedhofs gehörend, sowie im Nordosten südlich Werstener Dorf- und Oerschbachstraße. Inzwischen sind diese Areale weitgehend mit Häusern bebaut oder werden als Kleingärten genutzt. Teilweise erfolgte diese neue Nutzung und Bebauung erst ab Mitte des 20. Jahrhunderts. Heute erkennbar ist der ursprüngliche Abbau des Lehmes stellenweise noch dadurch, dass Gärten hinter den Häusern deutlich unter Straßenniveau liegen.
Im Gehweg der Werstener Dorfstraße vor dem Haus Nummer 84 ist ein Stolperstein eingelassen, der an den hier wohnenden und am 7. April 1945 hingerichteten Baltasar Sieberg erinnert.

### Gemeindegrenze
Historische Grenzen von Gemarkungen sind mit den heutigen Gemeindegrenzen nicht vergleichbar. Sie umfassten einen allgemeinen Bereich, wie Wald-, Sumpf- und Ödgebiete, die sogenannte gemeine Mark, und die parzellierte Mark mit den zu den einzelnen Gütern/Höfen gehörenden Ackergrundstücken. Letzteres war die „geteilte Feldmark“. Manchmal wurden auch reine Öd- und Waldgebiete ohne eine größere Siedlung, also nur eine weitgehend „gemeine Mark“, als Gemarkung bezeichnet. Beispiel hierfür im Großraum Düsseldorf-Süd ist das Waldgebiet „Gemarkung Reisholz“, die über Jahrhunderte als Lagebezeichnung in Urkunden verwendet wurde.
Genau dokumentierte Gemeindegrenzen entstanden erst mit der Bildung von Munizipalitäten und der moderneren Gemeindeverwaltungsordnung im Großherzogtum Berg unter den Franzosen und deren dann weitgehenden Übernahme durch die Preußen. Die von den Franzosen ab 1808 gesetzlich für die Besteuerung angeordneten Parzellenkataster wurden in den sogenannten Urkatasterplänen erfasst und dokumentiert. Die in dieser Zeit erstellten Pläne und Angaben zu den Ortschaften entsprachen nicht immer den älteren historischen Gemarkungen. Abweichungen davon waren nicht selten. Beispiele für die Dokumentation der ‚neuartigen‘ Gemeindegrenzen im Düsseldorfer Süden sind der ‚Handriss der Landbürgermeisterei Benrath‘ von 1821 und die Statistik für den Regierungsbezirk Düsseldorf, die 1836 von J. G. von Vierbahn herausgegeben wurde. Allerdings wurde in beiden Unterlagen der nordwestliche Teil von Wersten mit Windfoch bezeichnet. Ab wann der Name Windfoch verwendet wurde, ist nicht genau bekannt. In einer von S. Sanson 1696 erstellten Landkarte des Herzogtums Berg wird das Gebiet östlich von Stoffeln so bezeichnet.
Alle älteren Urkunden für Wersten zeigen, dass ab dem Mittelalter mit der Besiedlung im Bereich der heutigen Werstener Dorfstraße diese weitgehend nach Himmelgeist ausgerichtet war. Grund hierfür war über Jahrhunderte die Zugehörigkeit zum dortigen Landgericht und Kirchspiel. Bis 1889 hatte Wersten keinen eigenen katholischen Pfarrbezirk und war St. Nikolaus in Himmelgeist angeschlossen. Soweit alte Urkunden und Angaben zu Wersten vorliegen, beziehen sich diese auf eine Gemarkung Himmelgeist-Wersten. Dies gilt auch für das Urkataster, das für die „Landgemeinde Himmelgeist-Wersten“ Anfang des 19. Jahrhunderts angelegt wurde. Dieses Kataster zeigt folgende Abgrenzungen zu den damaligen Nachbargemarkungen und Ortschaften:
- im Nordwesten Stoffeln, ein Weiler in der Gemarkung Bilk. Der südliche Teil der Christophstraße mit dem Stoffler Broich gehörte zu Wersten. Die restliche Grenze nach Norden oberhalb Scheidlingsmühle gehörte zur Gemarkung Eller. Wie bereits angeführt lag ursprünglich Wersten nur links von Düssel und Brückerbach. Diese ‚nördliche Begrenzung‘ galt auch für den Oerschbach im Nordosten. Der aktuelle Brückerbach zweigt aber deutlich südlicher von der Düssel ab als der historische. Das Spaltwerk für Düssel und Brückerbach wurde erst im 20. Jahrhundert 1908 angelegt und liegt im Bereich des aktuellen Werstener Kreuzes. Aktuell liegt die nördliche Grenze von Wersten in Höhe der Harffstraße.

Allerdings war die Zugehörigkeit einzelner Höfe zu den Gemarkungen manchmal strittig oder änderte sich. Beispielsweise der große Oerschhof, der rechts vom Oerschbach in der Flur Elpe lag, wurde zeitweise sowohl Wersten wie auch Eller zugerechnet. Ähnlich fließend war die Nordwestgrenze zu Bilk. Beispielsweise gibt es Belege, dass die Scheidlingsmühle zum Ortsteil Düsseldorf-Bilk gehörte. Im Landsteuerbuch von 1632 wurde unter Stoffen (Stoffeln) diese Mühle aufgelistet.
- Im Osten wurde Wersten durch Eller begrenzt, dessen südliche Grenze damals noch im Gebiet des heutigen Stadtteils Hassels lag. Reisholz als Gemeindeteil entstand erst 1901. Das gesamte Gebiet Hallbusch im Südosten gehörte noch zu Wersten. Lediglich ein Teil von Hallbusch wurde 1901 an Reisholz abgetreten.
- Im Süden wurde Wersten durch die Ortschaften Holthausen und Itter, an denen sich im westlichen Bereich Himmelgeist anschloss, begrenzt.

Entsprechend den älteren Gemarkungen, wie auch der Urkataster, gehörte das Gebiet ab Düssel/Abzweig Brückerbach östlich der heutigen Siegburger Straße ursprünglich zu Eller und westlich zu Stoffeln. Diese Grenzen, bezogen auf Eller/Wersten/Stoffeln, wurden auch im Urkataster von 1830 bis 1848 für Eller und in einer Karte von 1879 für die Landbürgermeisterei Benrath unverändert so angegeben.
Bereits vor der Eingemeindung von Wersten nach Düsseldorf 1908 wurde am 15. Juli 1901 ein Teil der Flur Halbusch ab Oerschbachstraße an die neu gebildete Gemeinde Reisholz abgetreten.
Weitere Änderungen nach der Eingemeindung waren:
- 1909 wurde der Rest der Flur Halbusch mit 56,5 Hektar Fläche nach Groß-Benrath, und dort zur Ortschaft Holthausen, ausgegliedert.[42] Eine Grenze mit Reisholz gab es dadurch nicht mehr.[Anm. 9]
- Gleichfalls 1909 wurden die Grenzen zwischen Stoffeln und Wersten geändert.[43]
- Seit 1932 gehört der Bereich rechts von Düssel und Brückerbach mit Siegburger Straße und Grüne Siedlung nicht mehr zu Stoffeln und Eller, sondern zu Wersten.[4][44]
- Mit dem Ausbau der Bundesstraße B 326, später erweitert zur BAB 46, wurde 1963–1964 die seit Jahrhunderten bestehende Straßenverbindung zwischen Am Dammsteg und Werstener Dorfstraße aufgehoben und ein Überführungsbauwerk für Fußgänger über die BAB 46 errichtet.[45] Seitdem besteht keine normale Anbindung mehr und der Dammsteg ist von Wersten direkt nur über diese Fußgängerbrücke erreichbar. 1972 wurde das Gebiet am „Dammsteg“ nach Eller ausgegliedert.[4]
- Ebenfalls 1972 wurden sowohl der Stoffler Broich mit dem südlichen Teil der Christophstraße wie auch das nördliche Gebiet von Wersten oberhalb der Kreuzung Kölner Landstraße/Harffstraße an Bilk ausgegliedert.[4]

## Kultur und Sehenswürdigkeiten

### Parks und Grünflächen

#### Südpark

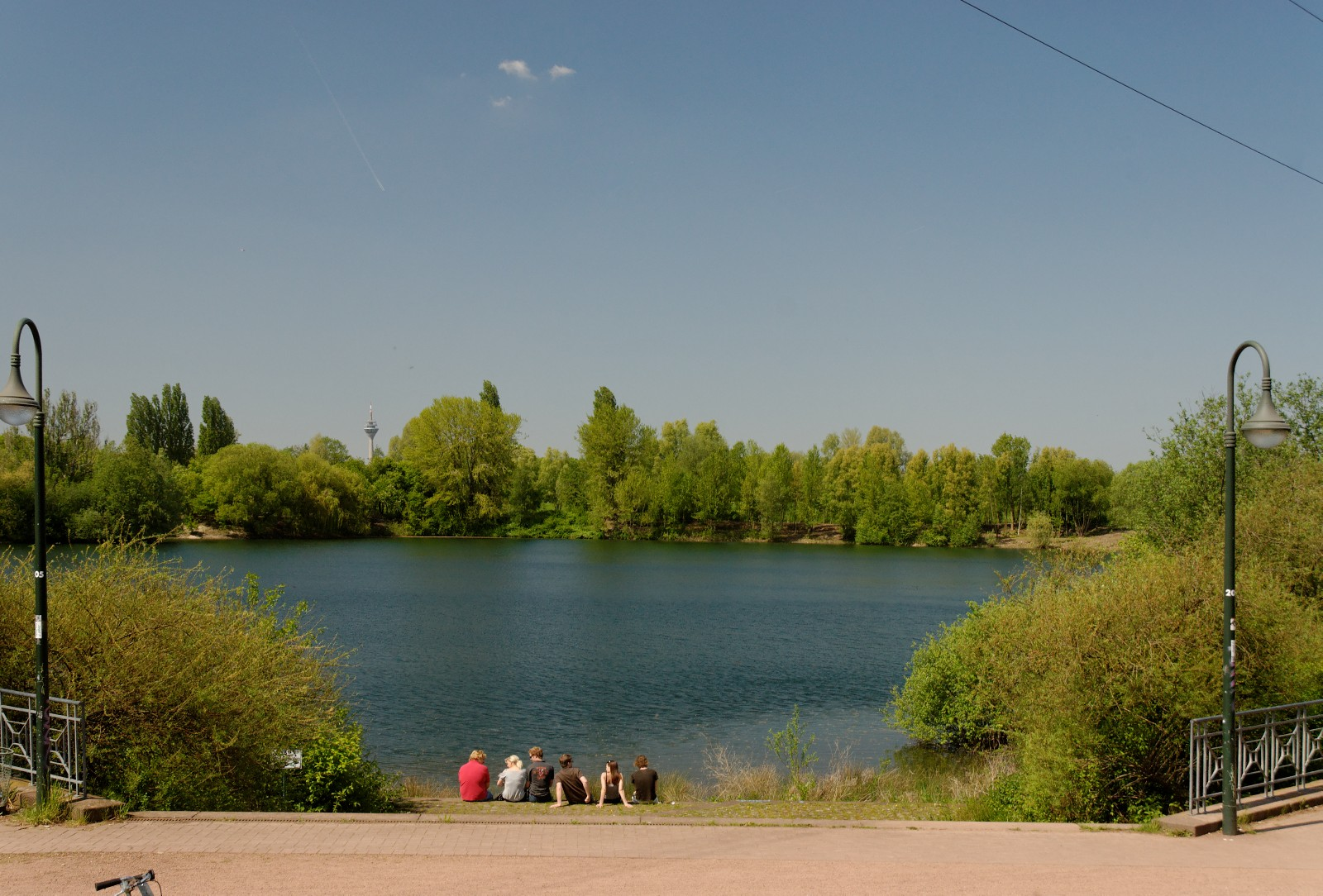
Der Deichsee im Südpark, ein ehemaliger Baggersee

Für die Bundesgartenschau 1987 wurde der seit Ende des 19. Jahrhunderts bestehende Volksgarten in Oberbilk nach Süden auf eine Fläche von 70 Hektar erweitert. So entstand der Südpark, welcher die größte Düsseldorfer Parkanlage ist. 23 Hektar seiner Fläche entfallen auf dem in Wersten gelegenen und Vor dem Deich genannten südlichen Teil. Der um einen ehemaligen Baggersee angelegte Landschaftspark ist auch ein beliebter Treffpunkt für Familien mit Kindern, denn hier gibt es ein Streichelzoo, eine Minigolfanlage und ein Café. Die Werkstatt für angepasste Arbeit (WfaA) – eine Düsseldorfer Behindertenwerkstatt – betreibt nicht nur diese Einrichtungen, sondern unterhält auch die außerhalb des Volksgarten liegenden Teile des Südparks und verkauft dort biologisch angebaute Produkte. Am und im Südpark gibt es sechs Kleingartenanlagen, von denen das Gelände des Kleingärtnervereins Neuland e. V. auf Werstener Gebiet liegt.

#### Friedhöfe
Verstorbene Anwohner des Stadtteils finden heute ihre letzte Ruhestätte auf den Friedhöfen in Eller, Itter und Stoffeln. Aber bis auf das 1975 entstandene südliche Erweiterungsgelände des Stoffeler Friedhofs liegen alle Flächen außerhalb des Stadtteils. In der Vergangenheit gab es an der heutigen Werstener Friedhofstraße (vormals Viehstraße) unweit der Hügelstraße seit dem 25. September 1898 einen katholischen und seit 1905 einen evangelischen Friedhof.

### Brauchtum
In Wersten findet Brauchtumspflege vor allem durch den dort ansässigen Schützenverein (gegründet 1925) und den lokalen Heimatverein (Werstener Jonges e. V., gegründet 1953) statt. Das Schützenfest findet immer am zweiten Wochenende im Juni statt.

### Sportvereine
Der älteste und bekannteste Sportverein im Stadtteil ist der „SV Wersten 04 e. V.“, der 1904 als Turnverein Germania Wersten 04 gegründet wurde. 1912 wurde dieser Verein um eine Fußballabteilung erweitert. Der erste Fußballplatz lag auf dem Gelände, auf dem später die „Weiße Schule“ errichtet wurde. Bereits 1920 wurde der Fußballplatz auf ein Gelände an der Werstener Friedhofstraße verlegt, das von einer Ziegelei ursprünglich zum Abbau von Lehm verwendet worden war. 1949 erfolgte die letzte Verlegung des Fußballplatzes in die Bende. Die Sportanlage liegt zwischen Dechenweg (Ecke Flemingweg) und Scheideweg. Sie umfasst einen Kunstrasenplatz, zwei Hartgummiplätze und einen Ascheplatz. Der Verein hat sowohl eine Fußball- wie auch eine Handballabteilung. Die Handballer des SV Wersten konnten in der Saison 2021/22 den größten Erfolg der Vereinsgeschichte feiern und mit null Verlustpunkten die Meisterschaft der Bezirksliga gewinnen und so in die Landesliga aufsteigen. Weitere zwei Jahre später gelang der Durchmarsch in die Verbandsliga.
Weitere bekannte Sportvereine in Wersten sind:
- der 1905 gegründete „DJK Rheinland 05 e. V.“ mit Abteilungen für Fußball, Turnen und Tischtennis. Weiterhin wird Badminton, Basketball und Volleyball gespielt.
- der 2002 durch Fusion entstandene „TTC Champions e. V.“: Dieser Verein entstand aus dem 1970 gegründeten TTC Schwarz-Gold Wersten mit dem TTG Reisholz/Hassels.

Weitere Vereine sind
- der 1977 gegründete „Tennisklub TC 77“ und
- der „Schachverein Wersten 1964“
- die Judoabteilung des SFD 75 Düsseldorf

### Kirchen und religiöses Leben

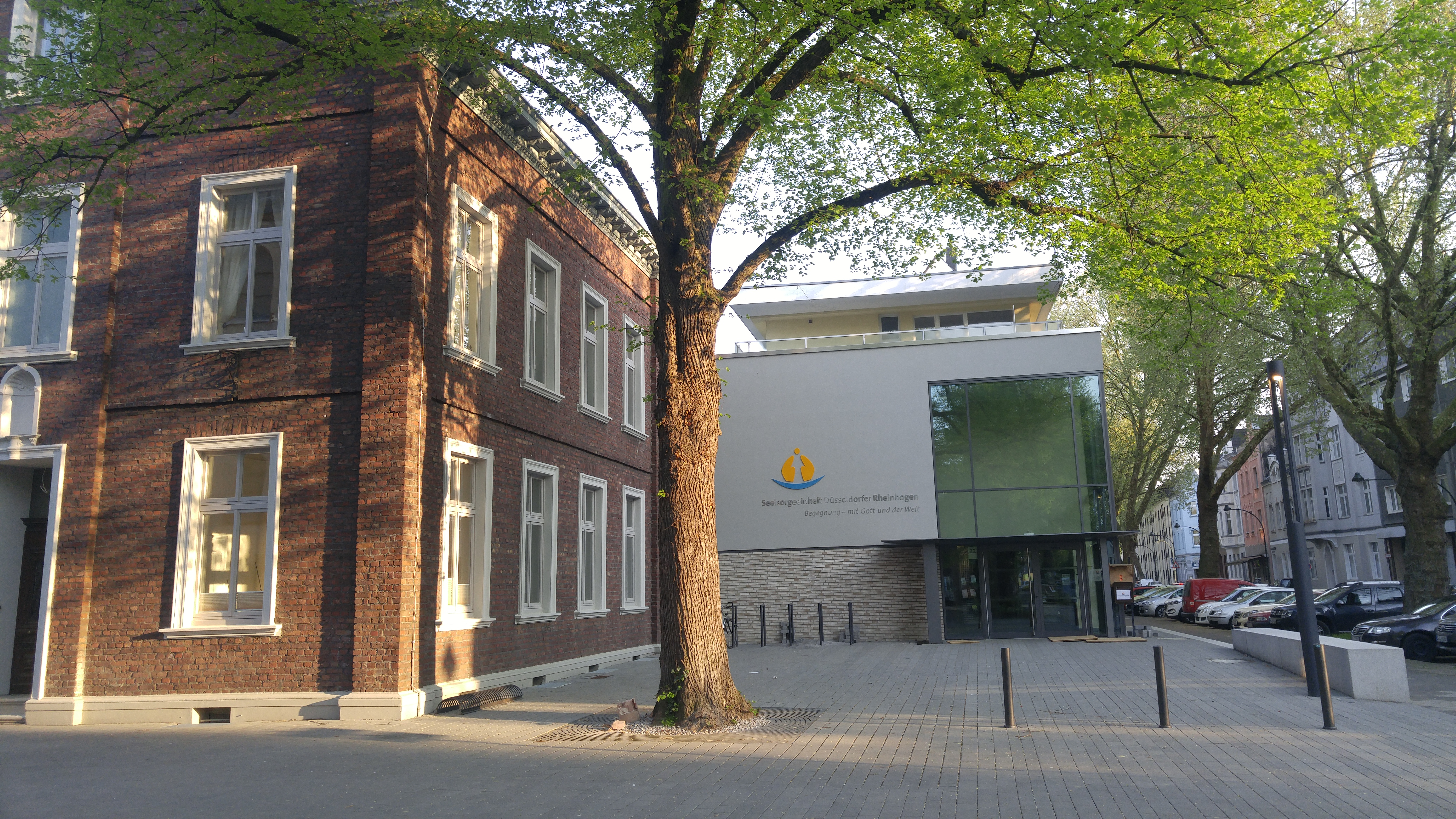
Pfarrzentrum St. Maria Rosenkranz und Pastoralbüro der Seelsorgeeinheit Düsseldorfer Rheinbogen

In Wersten gibt es zwei katholische Pfarreien, die seit 2008 zusammen mit den Gemeinden St. Nikolaus, St. Joseph und St. Hubertus in Himmelgeist, Holthausen und Itter die Seelsorgeeinheit Düsseldorfer Rheinbogen bilden, und eine evangelische Kirchengemeinde, zu der auch Himmelgeist gehört. Des Weiteren existieren in Wersten Kirchen bzw. Zentren einer russisch-orthodoxen Gemeinde, der Raven-Brüder und eines Sufi-Ordens.
Ursprünglich gehörte Wersten zur katholischen Pfarrgemeinde St. Nikolaus. 1893 wohnten aber schon drei Viertel der 2.400 Gemeindemitglieder in Wersten. Die seit der Segnung einer Notkirche am 13. August 1893 bestehende Kapellengemeinde wurde am 22. März 1901 zur Pfarre erhoben. 1953 beschloss das Erzbistum Köln die Pfarrei St. Maria Rosenkranz in vier Pfarrgemeinden aufzuteilen. Mit der Einweihung der Kirche St. Maria in den Benden im September 1959 entstand die zweite Pfarrei, die 1984 Teil der dann doch „nur“ aus zwei Werstener Gemeinden bestehenden Seelsorgeeinheit wurde. Im Sommer 2016 erfolgte die Grundsteinlegung eines Gebäudekomplexes von der Burscheider Straße 22 bis zur Rodenbirkener Straße 19. Seit Anfang 2018 befinden sich in diesem Neubau und der damit verbundenen denkmalgeschützten ehemaligen Kaplanei das Pastoralbüro der Seelsorgeeinheit sowie das Pfarr- und Familienzentrum St. Maria Rosenkranz unter anderem mit dem Pfarrsaal und dem Montessori-Kinderhaus. Drei der sieben weiteren von dem Seelsorgeeinheit getragenen Kindertagesstätten liegen ebenfalls in Wersten.
In Wersten lebten bis Ende des 19. Jahrhunderts nur wenige Protestanten, die zur Kirchengemeinde Urdenbach gehörten. 1832 waren 19 der 485 Einwohner evangelisch. Mit Beginn der Industrialisierung zogen auch viele Protestanten nach Wersten, weshalb am 1. Oktober 1904 die Gemeinde Eller-Wersten gegründet und 1911 ein Gemeinde- und Betsaal an der heutigen Wiesdorfer Straße gebaut wurde. Die Evangelische Kirchengemeinde Düsseldorf-Wersten mit drei Pfarrbezirken und 4.640 Mitgliedern entstand am 6. Juli 1947 durch Aufteilung der Gemeinde Eller-Wersten. Der ab 1958 nach der Einweihung der Stephanuskirche nur noch als Gemeindehaus genutzte Betsaal wurde später abgerissen, um für den Neubau eines Gemeindezentrums Platz zu schaffen. Zu Pfingsten 1992 wurde das Stephanushaus und die modernisierte Kindertagesstätte an der Wiesdorfer Straße 13 und 15 eröffnet. Ab 1965 gab es mit dem gegenüber dem Schützenplatz gelegenen Lydiahaus einen zweiten Ort in Wersten, an dem regelmäßig evangelische Gottesdienste gefeiert wurden. Inzwischen befindet sich dort mit dem Ulrike-Frey-Haus eine Einrichtung der Diakonie Düsseldorf für junge Mütter und Väter. Auf dem Grundstück verblieben ist die zweite KiTa der Gemeinde an der Leichlinger Straße 68. Im hinteren Gebäude der ehemaligen katholischen Volksschule (Werstener Dorfstraße 90a) befindet sich das Jugendzentrum im Hinterhof.
Praktizierte Ökumene spielt in Wersten eine wichtige Rolle. Aus den gemeinsamen sozialen Aktivitäten der katholischen und evangelischen Gemeinden in Wersten entstand 2004 Mit Herz und Hand für Wersten - Don Bosco Stiftung. Der Zweck dieser Stiftung ist laut „insbesondere die Beschaffung von Mitteln zur Förderung der Kinder- und Jugendarbeit, sowie die Förderung mildtätiger Zwecke mit dem Ziel der Bekämpfung von Armut und Arbeitslosigkeit im Stadtteil“. Sie „bemüht sich, die sozialen Angebote zu vernetzen und zu verbessern, sowie den Zusammenhalt im Stadtteil zu fördern“. Anlaufstelle und Veranstaltungsort ist der Stadtteilladen Wersten auf der Liebfrauenstraße 30, den die Stiftung gemeinsam mit dem Caritasverband Düsseldorf unterhält. Darüber hinaus feiern die Gemeinden gemeinsame Gottesdienste, wozu die Heilige Messe anlässlich des Schützenfestes und ökumenische Aktionen am Pfingstmontag gehören.
Der aus dem Iran stammende Sufi-Orden Maktab Tarighat Oveyssi Shahmaghsoudi (kurz: MTO Shahmaghsoudi) besitzt ein Zentrum in einer ehemaligen Druckerei auf der Harffstraße 29. Die rund 150 Schüler(innen) der seit 2000 in Düsseldorf ansässigen Sufi-Schule treffen sich einmal wöchentlich zu religiösen Sitzungen, in denen der Koran rezitiert, über den Islam aus der Sicht des Sufismus gesprochen, gemeinsam gebetet und das Gottesgedenken Dhikr begangen wird. Seit 2011 gehört zu MTO Shahmaghsoudi auch ein Kulturverein, der persische Sprach- und Kochkurse sowie Kurse zu Tamarkos – einer Art der Sufi-Meditation – anbietet und seit November 2017 eine Kindertagesstätte in Eller unterhält. Die gemeinsame Feier des jährlichen Nouruz-Festes mit interessierten Werstenern, die Mitwirkung bei Festen der katholischen und evangelischen Gemeinden in Wersten und die Mitarbeit in der Flüchtlingshilfe sind Beispiele, wie sich MTO Shahmaghsoudi im Stadtteil engagiert und am interreligiösen Dialog beteiligt.

#### Kirche St. Maria Rosenkranz
Bereits 1884 wurde ein katholischer Kirchbauverein gegründet, der im Juni 1890 ein Grundstück am heutigen Standort der Kirche erwarb.
Die vom Architekten Wilhelm Sültenfuß entworfene neoromanische Basilika wurde nach rund dreijähriger Bauzeit am 23. Oktober 1910 geweiht. Sie wurde in den beiden letzten Jahren des Zweiten Weltkrieges schwer beschädigt, so dass ihr Wiederaufbau bis 1955 dauerte. Gegenüber dem Kirchenportal befindet sich ein Kriegerdenkmal von 1934.

#### Stephanuskirche
Der Grundstein für eine evangelische Kirche an der Wiesdorfer Straße wurde am 21. Juli 1957 gelegt. Bereits zu Pfingsten am 25. Mai 1958 konnte die moderne Hallenkirche eingeweiht werden. Die Stephanuskirche befindet sich am höchsten Punkt von Wersten, der früher Sandberg genannt wurde. Ihre Lage auf der verlängerten Achse der Liebfrauenstraße, an deren Ende die katholische Kirche St. Maria Rosenkranz steht, soll das Bekenntnis zur Ökumene städtebaulich ausdrücken. Das Gotteshaus ist von der Straße aus zurückversetzt gebaut, so dass ein Vorplatz entsteht. Dieser wird beidseitig jeweils von einem einstöckigen Gebäudeflügel, in dem unter anderem Toiletten, Gruppenräume und eine Küche untergebracht sind, begrenzt. Im Innern der Kirche beeindruckt das große Kreuz an der Altarwand, dessen Form der bekannten Christusstatue in Rio de Janeiro nachempfunden ist. Bemerkenswert ist die Orgel, die mehr als 2500 Pfeifen besitzt. Ungewöhnlich für ein modernes evangelisches Kirchenbauwerk ist auch die Krypta unter dem Altarraum. Auf dem Dach befindet sich eine Photovoltaikanlage.

#### Kirche St. Maria in den Benden
Die von den Architekten Emil Steffann und Nikolaus Rosiny ausdrücklich in die Landschaft und Bebauung der Benden eingepasste katholische Kirche in Form eines schützenden Stalles, der auch die übrigen Gemeinderäume umfasst, wurde im September 1959 nach eineinhalbjähriger Bauzeit eingeweiht. Ein Erweiterungsbau mit einem vergrößerten Pfarrsaal und weitere Gruppenräumen wird seit 1985 genutzt. Im Pfarrzentrum ist auch die Katholische Polnische Mission in Düsseldorf beheimatet, weshalb hier auch jeden Sonn- und Feiertag eine Heilige Messe in polnischer Sprache gefeiert wird.

#### Kirche des hl. Nikolaus von Myra
Die dem Heiligen Nikolaus von Myra geweihte russisch-orthodoxe Kirche am Werstener Feld 65 wurde um 1960 vom Diakonischen Werk als Orthodoxes Zentrum für die Exil- und Diasporagemeinden gebaut und jahrzehntelang gemeinsam von den Gemeinden der Ukrainisch-, Rumänisch-, Serbisch- und Russisch-Orthodoxen Kirche genutzt. Seit Anfang 2008 wird sie allein von der Orthodoxen Parochie zu den Hl. Erzengeln, die dem Exarchat der orthodoxen Gemeinden russischer Tradition in Westeuropa angehört und zuvor ihre Gottesdienste in der Jan-Wellem-Kapelle in Hamm feierte, genutzt. Im Kirchenraum befinden sich Werke der Künstlerin Hildegard Bienen.

#### Brethren’s Meeting Room
Das Kirchengebäude an der Straße Auf'm Rott (Ecke Robert-Meyer-Weg) wurde ursprünglich von einer Gemeinde der Neuapostolischen Kirche genutzt. Nach Auflösung dieser Gemeinde wurde es an die Plymouth Brethren Christian Church – auch Raven-Brüder genannt – verkauft.

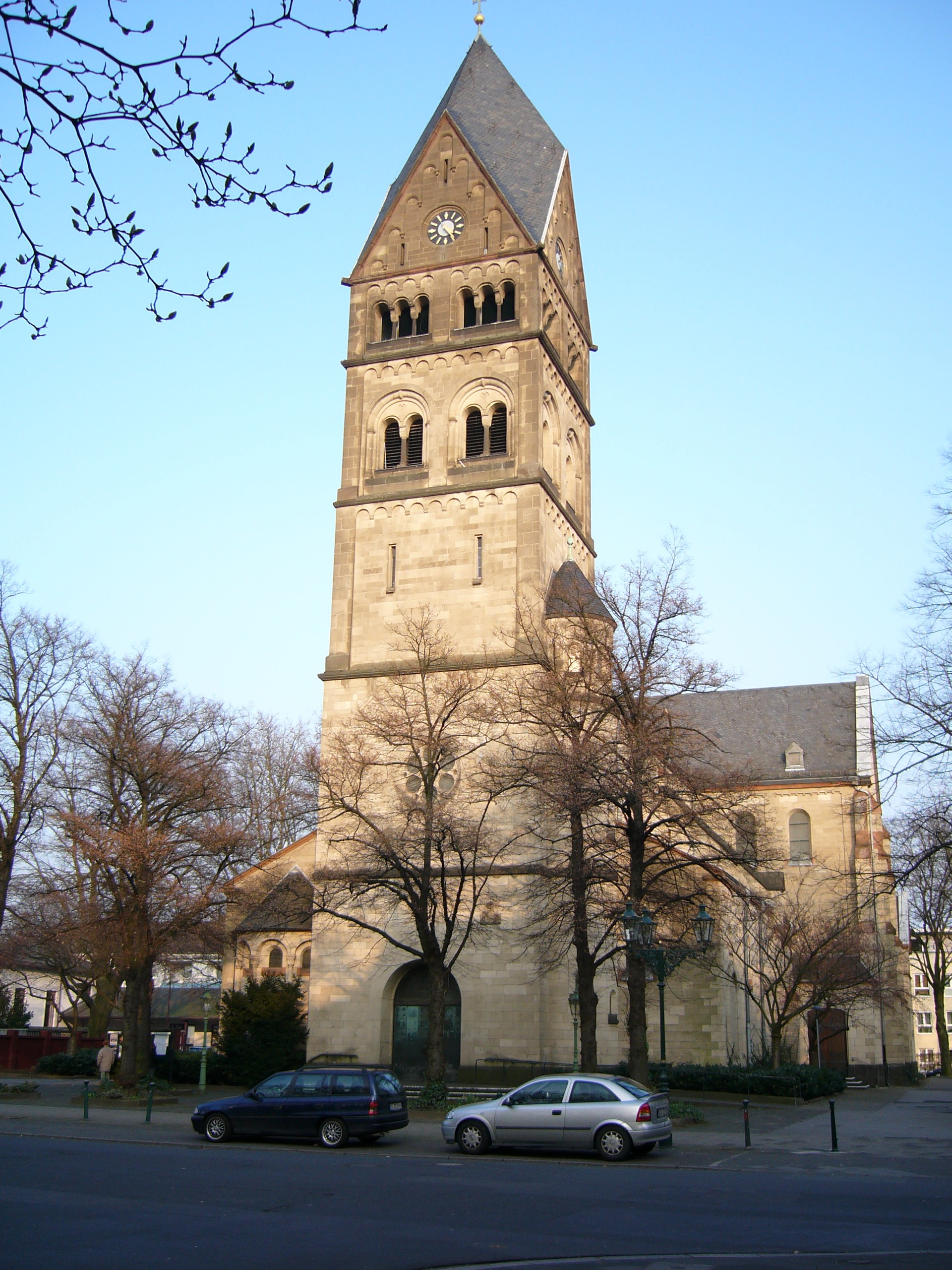
St. Maria Rosenkranz, Burscheider Straße 22
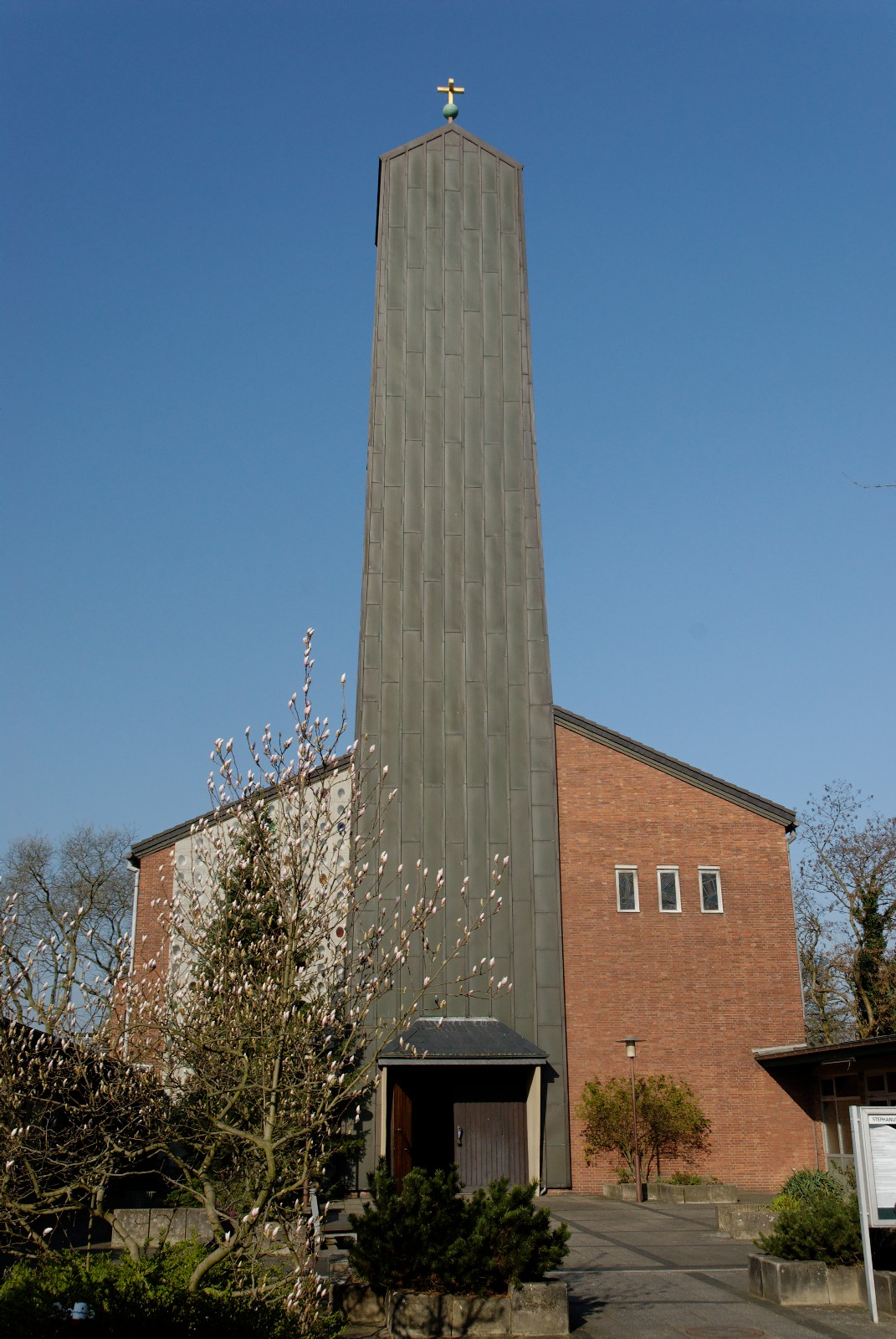
Stephanuskirche, Wiesdorfer Straße
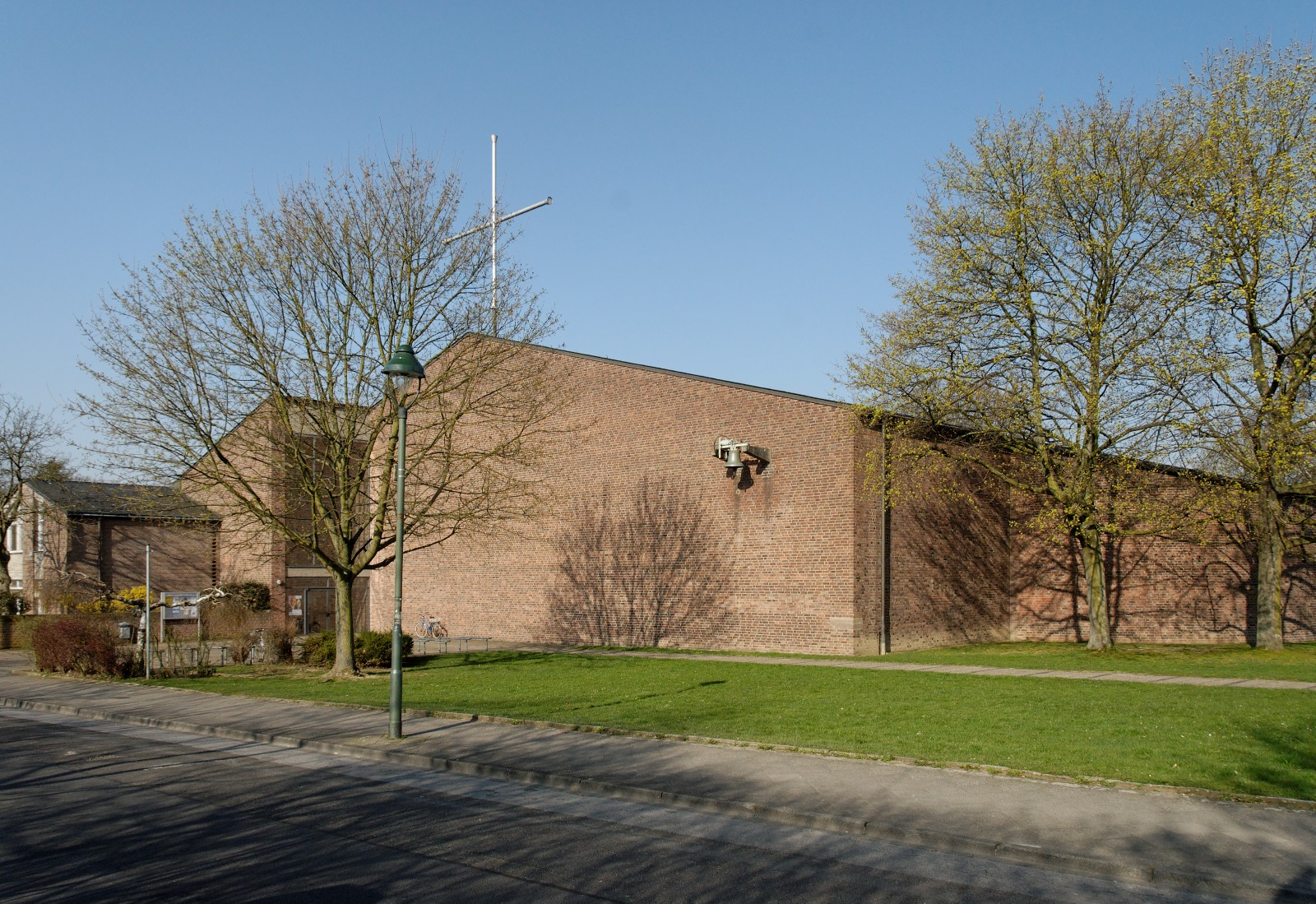
St. Maria in den Benden, Dechenweg 40
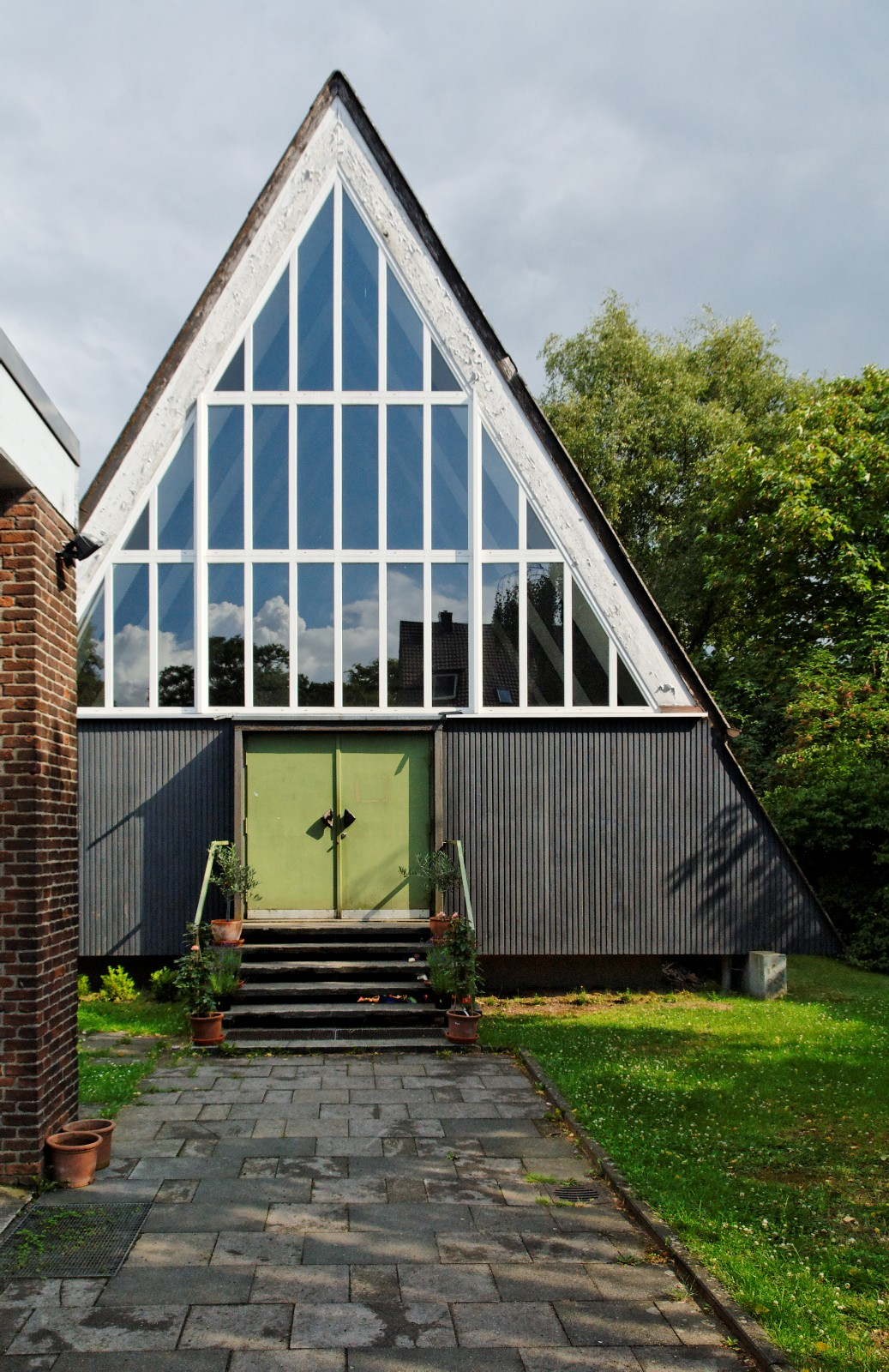
Kirche Hl. Nikolaus, Werstener Feld 65
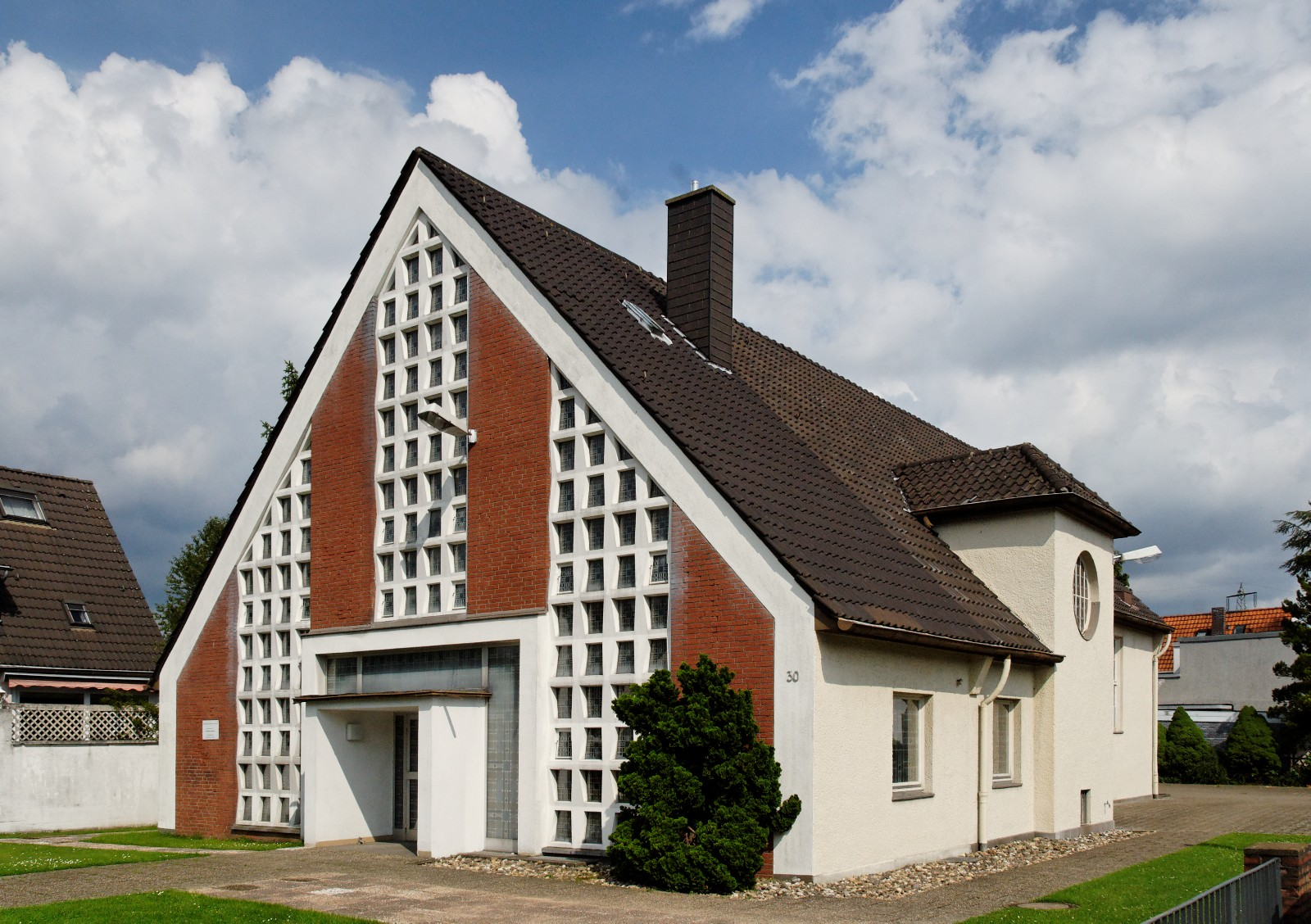
Brethren’s Meeting Room, Auf'm Rott

## Wirtschaft und Infrastruktur

### Straßenverkehr

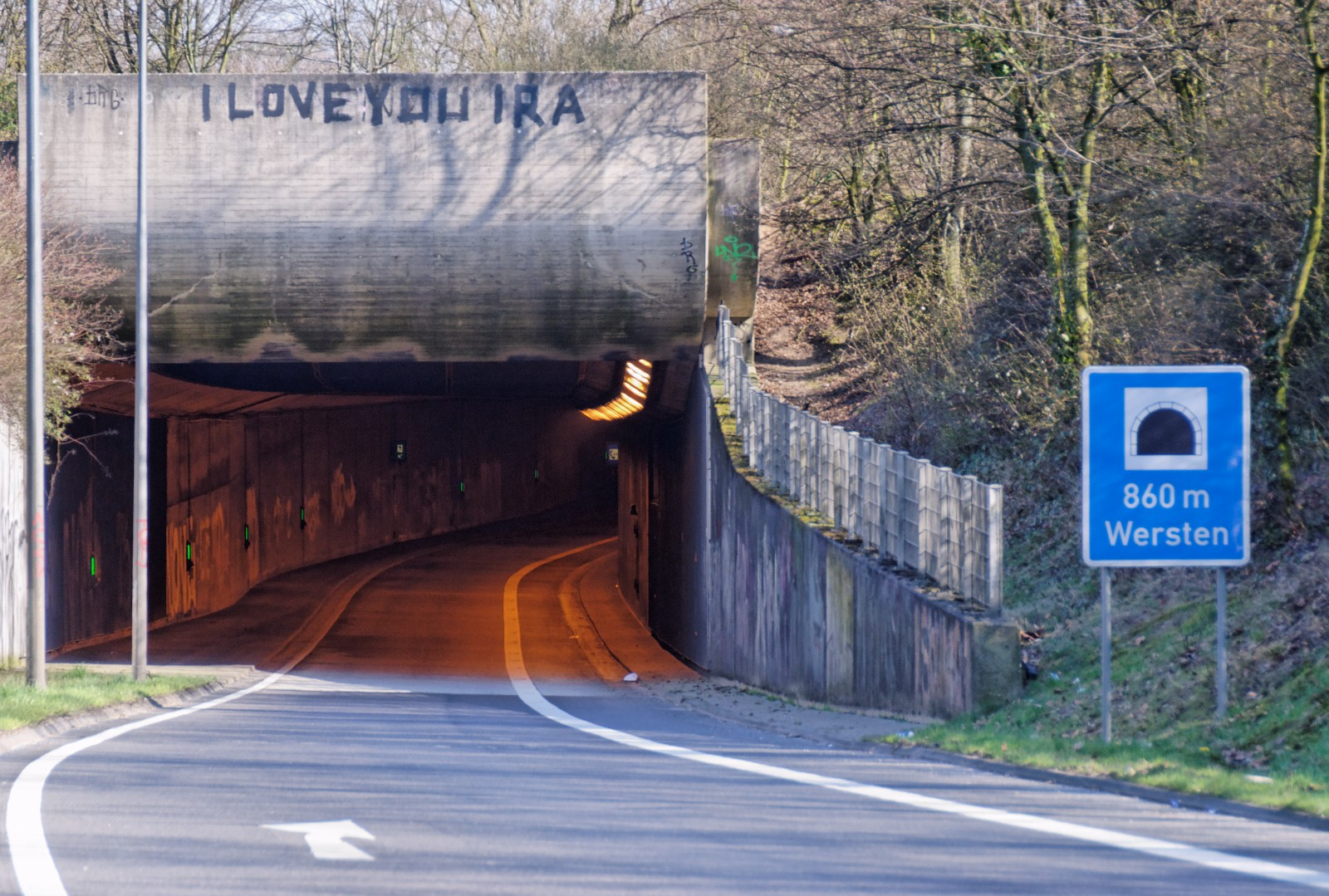
Werstener Tunnel von Westen

Bereits während der Römerzeit führte eine Straße von Duisburg nach Köln über den eiszeitlichen Sandrücken in Wersten. Vor der Eingemeindung nach Düsseldorf am 9. Oktober 1908 besaß sie mit Provinzialstraße, Cölner Chaussee und Kölner Chaussee wechselnde Namen, seit der Eingemeindung heißt sie Kölner Landstraße. Bereits in Preußischer Zeit als Provinzialstraße im Fernstraßennetz eingebunden war die Kölner Landstraße bis in die 1970er Jahre Teil der Bundesstraße 8. An ihr liegen auch die meisten und wichtigsten Geschäfte, so dass sie das langgezogene Stadtteilzentrum zwischen der Werstener Dorfstraße und Ickerswarder Straße bildet. Erst 1923 wurde auf einem Damm die Werstener Straße zwischen Kölner Landstraße und Stoffler Kapellchen angelegt. Hierdurch wurden nun Bilk und die Altstadt ohne Umweg über Oberbilk direkt erreichbar. Für den Bau des „Südlichen Autobahn Zubringers“ wurde bereits 1936 diese neue Verbindung verbreitert.
Mit dem zunehmenden Autoverkehr nach dem letzten Weltkrieg wurde die Verkehrssituation auf der Kölner Landstraße immer problematischer. Dies betraf vor allem den Kreuzungsbereich mit dem „Südlichen Zubringer“ (ehemalige B 326, nun A 46), der für die heutige A 3 in den Jahren 1936 und 1937 angelegt worden war und Düsseldorf im Süden mit der Autobahn verband und parallel nördlich zur Werstener Dorfstraße verlief. Diese Kreuzung, „Werstener Kreuz“ genannt, wurde ein Staubereich, der vor allem den Ortsteil in Nord-Süd-Richtung zerschnitt. Mit dem Bau einer provisorischen Hochbrücke, die von 1969 bis 1984 in Betrieb war, wurde der Verkehr auf der B 326 über die Kreuzung geführt und versucht, diesen Staubereich zu entschärfen. Aber mit steigendem Verkehrsaufkommen wurde trotzdem die Staubildung immer stärker.
Mit dem Ausbau der Bundesstraße zur A 46 wurde 1984 bis 1986 die Hochbrücke durch einen Tunnel ersetzt und das Stauproblem endgültig gelöst. Damit werden die nördlichen Siedlungsgebiete nicht mehr vom Ortsteilzentrum abgeschnitten. Die in den 1970er Jahren gebaute mehrspurige Münchener Straße am westlichen Stadtteilrand nimmt einen großen Teil des Durchgangsverkehrs aus der Innenstadt in Richtung Süden auf und entlastet auf diese Weise die Kölner Landstraße zusätzlich.

### Öffentlicher Nahverkehr
Innerhalb des Stadtteils liegen drei Stadtbahn-Haltestellen, wovon die Haltestelle Werstener Dorfstraße ein wichtiger Knotenpunkt ist, den alle Stadtbahnlinien, eine Schnellbus-Linie und fünf Stadtbuslinien im Tagesverkehr bedienen:
| Linie | Linienweg |
| ----- | --- |
| U 72  | Ratingen Mitte - Weststraße - Europaring - Gerhardstraße - Felderhof D-Hubertushain - Hirschweg - Oberrath - Rather Waldstadion - Rather Broich - Mörsenbroicher Weg - Graf-Recke-Straße - Vautierstraße - Schlüterstr./Arb. - Engerstraße - Lindemannstraße - Uhlandstraße D-Wehrhahn 3 – Pempelforter Straße – Schadowstraße – Heinrich-Heine-Allee – Benrather Straße – Graf-Adolf-Platz – Kirchplatz – D-Bilk 4 – Uni-Kliniken – Südpark5 – Werstener Dorfstraße – Opladener Straße – Ickerwarder Straße – Elbruchstraße – Holthausen6 – Schloss Benrath – D-Benrath 7 – Betriebshof Benrath Weitere Haltestellen in den Abschnitten 4–5 und 6–7                                                                          |
| U 76  | Krefeld Rheinstraße - Krefeld Hbf - Dießem - Königshof - Fischeln - Grundend Meerbusch Görgesheide - Hoterheide - Kamperweg - Bovert - Haus Meer - Forsthaus - Büderich, Landsknecht Belsenplatz – Tonhalle/Ehrenhof3 – Heinrich-Heine-Allee – Steinstraße/Königsallee – Oststraße – Düsseldorf Hbf – Oberbilker Markt/Warschauer Straße – Ellerstraße – D-Oberbilk – Kaiserslauterner Str. – Provinzialplatz – Werstener Dorfstraße – Opladener Straße – Ickerwarder Straße – Elbruchstraße – Holthausen |
| U 79  | Duisburg-Meiderich Bf1 – Duisburg Hbf – Wittlaer2 – Kaiserswerth, Klemensplatz – Messe Ost/Stockumer Kirchstraße – Nordpark/Aquazoo – Theodor-Heuss-Brücke – Victoriaplatz/Klever Straße3 – Nordstraße – Heinrich-Heine-Allee – Steinstraße/Königsallee – Oststraße – Düsseldorf Hbf – Oberbilker Markt/Warschauer Straße – Ellerstraße – D-Oberbilk – Kaiserslauterner Str. – Provinzialplatz – Werstener Dorfstraße4 – Südpark – Universität Ost/Botanischer Garten Weitere Haltestellen im Abschnitt 1–3; hält an 4 sowohl am Bahnsteig der U74/U77 als auch am Bahnsteig der U71/U83 |
| SB 50 | D-Pempelfort, Rheinterrasse – Tonhalle/Ehrenhof 1 – Heinrich-Heine-Allee2 – Benrather Straße – Steinstraße/Königsallee – Berliner Allee – Bilk, Uni-Kliniken – Werstener Dorfstraße 3 – Haan, Kellertor4 – Böttinger Straße (Haan Bf ) – Haan, Markt – Haan, Nachbarsberg5 HVZ alle 20 min, Mo–Sa alle 30 min, So alle 60 min, abends alle 60 min und zusätzliche Fahrten zwischen 1 und 2; Abschnitt 3–4 über die A 46; weitere Haltestellen nur zwischen 4 und 5 |
| 723   | Hafen, Plange Mühle1 – Medienhafen, Kesselstraße – Franziusstraße – Unterbilk, Bilker Kirche – D-Völklinger Straße – Hamm, Florenstraße – Südfriedhof – Volmerswerther Straße – Aachener Platz – Bilk, Moorenstraße – Uni-Kliniken – (Bilk, Südpark 2 –) Wersten, Werstener Dorfstraße 3 – Wersten, Provinzialplatz – Eller, Herborner Weg – Eller Mitte 4 Mo–Fr 6–22 Uhr alle 30 min; Sa 9–22 Uhr und So 11–22 Uhr: Abschnitt 1–3 alle 60 min, Abschnitt 3–4 alle 30 min; Endhaltestelle der Fahrten, die den Abschnitt 1–3 nicht bedienen, ist 2; weitere Haltestellen auf dem gesamten Linienweg; alle Umsteigehaltestellen sind aber aufgeführt.                                                                          |
| 724   | Gerresheim, Waldfriedhof1 – Schönaustraße – Dreherstraße2 – Gerresheim, Torfbruchstraße 3 – Vennhausen, Gubener Straße – Lierenfeld, Posener Straße – Lierenfeld, Schlesische Straße – D-Eller Mitte – Bernburger Straße4 (– Vennhauser Allee 5) – D-Eller Süd – IKEA Reisholz – Holthausen 6 – Niederheid 7 – Henkelstraße – Sportpark Niederheid8 – Am Trippelsberg – Holthausen, Reisholzer Werftstraße9 – Itter, Am Fahlenacker10 Weitere Haltestellen nur im Abschnitt 3–10; alle Umsteigehaltestellen sind aber aufgeführt. |
| 727   | Bilk, Südpark – Wersten, Werstener Dorfstraße – IKEA, Haupteingang – Reisholzer Bahnstraße – D-Reisholz Verkehrt nur während der Öffnungszeiten von IKEA, Mo–Fr alle 20 min, Sa alle 30 min; keine weiteren Haltestellen |
| 731   | Bilk, Südpark – Universität Mensa – Universität Mitte – Universität Süd – Universität Südost 1 – Himmelgeist, Friedhof – Himmelgeist, Am Scheitenweg – Wersten, Otto-Hahn-Straße2 – Scheideweg3 / Ohmweg4 – Dechenweg5 – Ickerswarder Straße – Eller, Friedhof – D-Eller Süd – Alt Eller – Vennhauser Allee 6 – Eller, Am Pflanzkamp7 Verkehrt Mo–Fr 6–20 Uhr alle 20 min und zwischen 2 und 5 über 3; Mo–Fr 20–21 Uhr, Sa 6–21 Uhr und So 7–21 Uhr alle 30 min und zwischen 2 und 5 über 4 (wie Linie 735); täglich 21–23 Uhr alle 60 min und zwischen 2 und 5 über 4 (wie Linie 735); im Abschnitt 5–6 ergibt sich Mo–Fr 6–20 Uhr zusammen mit der Linie 735 ein 10-Minuten-Takt; weitere Haltestellen nur im Abschnitt 1–7 |
| 735   | Bilk, Südpark 1 – Universität Mensa – Universität Mitte – Universität Süd – Universität Südost – Wersten, Otto-Hahn-Straße2 – Ohmweg – Dechenweg – Ickerswarder Straße – Eller, Friedhof – D-Eller Süd – Alt Eller – Vennhauser Allee 3 – Eller – Vennhausen, Siedlung Freiheit – Unterbach, Strandbad Nord – Unterbach, Am Zault – Erkrath-Unterfeldhaus, Neuenhausplatz4 Abschnitt 2–4 Mo–Fr 6–20 Uhr alle 20 min; Abschnitt 3–4 Mo–Fr 20–21 Uhr, Sa 6–21 Uhr alle 30 min, Mo–Sa 21–23 Uhr, So 7–23 Uhr alle 60 min; weitere Haltestellen nur im Abschnitt 2–4 |
| 780   | D-Altstadt, Heinrich-Heine-Allee – Benrather Straße – Steinstraße/Königsallee – Berliner Allee – Bilk, Feuerbachstraße – Uni-Kliniken – Werstener Dorfstraße – ohne Halt über A 46 – Erkrath-Unterfeldhaus, Neuenhausplatz – Max-Planck-Straße – Hochdahl, Feldheider Straße – Sandheider Markt – Hattnitter Straße – Hochdahl, Schulzentrum – Hochdahler Markt |
| 782   | D-Altstadt, Heinrich-Heine-Allee – Benrather Straße – Steinstraße/Königsallee – Berliner Allee – Bilk, Feuerbachstraße – Uni-Kliniken – Werstener Dorfstraße – ohne Halt über A 46 – Hilden-Nord, Grünewald – Richard-Wagner-Straße – Kleef – Hilden-Mitte, Gabelung – Hilden Süd – Hildorado – Hilden-Ost, Trotzhilden – Solingen-Vogelpark – Solingen Hbf |
| 785   | D-Altstadt, Heinrich-Heine-Allee – Benrather Straße – Steinstraße/Königsallee – Berliner Allee – Bilk, Feuerbachstraße – Uni-Kliniken – Werstener Dorfstraße – ohne Halt über A 46 – Hassels, Am Schönenkamp – D-Reisholz – Hassels, Kirche – Hilden-West, Hülsen – Hilden-Mitte, Fritz-Gressard-Platz – Hilden Süd – Hilden-Süd, Karnaper Straße – Lehmkuhler Weg – Langenfeld-Richrath, Zollhaus – Richrath, Kirche – Winkelsweg – Langenfeld, Rathaus – Langenfeld, Stadtmitte – Berliner Platz – Bahnhofstraße – Langenfeld |
| 817   | Heinrich-Heine-Allee – Düsseldorf Hbf – Oberbilk – Wersten – Holthausen – Benrath – Benrath Betriebshof Nachtverkehr von So/Mo bis Do/Fr; ab Heinrich-Heine-Allee 0:53, 1:53 und ab Betriebshof Benrath 0:07, 1:07 und 2:57 Uhr |

Somit bestehen von hier nicht nur Direktverbindungen in fast alle benachbarten Stadtteile und in die Innenstadt einschließlich dem Hauptbahnhof, sondern auch in die Düsseldorfer Nachbarstädte Duisburg, Krefeld, Ratingen, Meerbusch, Haan, Erkrath, Hilden und Langenfeld.
In Fahrtrichtung Holthausen/Benrath folgen die Stadtbahn-Haltestellen Opladener Straße und Ickeswarder Straße, die aber nicht mehr von der U 79 bedient werden. Erstere liegt so zentral, dass viele Geschäfte, öffentliche Einrichtungen wie Bürgerbüro und Stadtbücherei und die Kirchen über kurze Fußwege erreichbar sind. Letztere bietet Umsteigemöglichkeiten zu den Buslinien 731 und 735, die sowohl Direktverbindungen in die Benden und nach Wersten-West und darüber hinaus zur Heinrich-Heine-Universität und zu den Neubaugebieten in Himmelgeist als auch nach Eller insbesondere zum Friedhof Eller und den S-Bahn-Haltepunkten Eller Süd und Eller herstellen.
Mit Südpark, Provinzialplatz und Elbruchstraße liegen drei weitere Stadtbahn-Haltestellen auf der Stadtteilgrenze zu Bilk, Oberbilk und Holthausen. Erstere ist ein weiterer wichtiger ÖPNV-Knotenpunkt, der nicht nur von den vier Stadtbahnlinien U 72 und U 79 und dem Nachtexpress NE 7 bedient, sondern auch Endhaltestelle sowohl der Buslinien SB 57, 731, 735 und 827 zur Universität und weiter nach Hellerhof, Am Pflanzkamp in Eller, Erkrath-Unterfeldhaus und Neuss-Norf als auch der Linie 727 zum Reisholzer S-Bahnhof über IKEA und zeitweise der Linie 723 zum S-Bahnhof Eller Mitte ist.

#### Geschichte
Am 12. Dezember 1898 fuhren die ersten Straßenbahnen auf der heutigen Kölner Landstraße. Die zunächst eingleisige meterspurige Strecke von Oberbilk nach Benrath gehörte zum Benrather Straßenbahnnetz, welches von der Bergischen Kleinbahn AG betrieben wurde. Ab dem 26. September 1911 pachtete und betrieb die Rheinbahn das Benrather Netz, nachdem die Stadt Düsseldorf es kurz zuvor von der Kleinbahngesellschaft erworben hatte. Um das Benrather und Düsseldorfer Straßenbahnnetz durchgehend befahren zu können, wurde 1914 in Oberbilk mit der Umspurung der Strecke auf Normalspur begonnen. Gleichzeitig wurde auch ein zweites Gleis angelegt. Am 1. Juni 1917 endeten diese Bauarbeiten in Benrath. Vermutlich bestand unmittelbar danach eine Direktverbindung von Benrath über Wersten und Oberbilk zur Stadtmitte, aber mit Sicherheit kann nur gesagt werden, dass die Linie 18 ab 1926 auf Strecke Bahnhof Benrath – Holthausen – Wersten – Oberbilker Markt – Hauptbahnhof – Bismarckstraße – Corneliusplatz – Mühlenstraße – Rathaus – Flinger Straße – Hindenburgwall verkehrte.
Am 14. Oktober 1934 wurde die Straßenbahnstrecke entlang der 1923 gebauten Werstener Straße zwischen dem Stoffler Kapellchen und der Kölner Landstraße in Betrieb genommen. Die zuvor auf der Strecke Rath – Nordstraße – Königsallee – Graf-Adolf-Platz – Bahnhof Bilk – Städtische Krankenanstalten – Stoffeln verkehrende Linie 1 wurde bis Holthausen verlängert. Nachweislich seit 1938 verkehrt sie wie bereits die damalige Linie 18 über Holthausen hinaus bis Benrath. Ein Viertel Jahrhundert gab es in Wersten keine weiteren Änderungen der Straßenbahnlinien. Lediglich die Verlegung der Straßenbahngleise aus der Königsallee in die Berliner Allee 1955 wirkte sich auch auf den Verlauf der Linie 1 außerhalb des Stadtteilgebietes aus. Des Weiteren führte der Rückbau der Gleise in der Altstadt Anfang der 1960er Jahre zur Verlängerung der Linie 18 über die Oberkasseler Brücke bis zum Rheinbahnhaus in Oberkassel.
Am 29. Juli 1973 traten aber umfangreichere Änderungen im Straßenbahnnetz in Kraft, die auch Wersten unmittelbar betrafen: Die neue Linie 15, die auf der Strecke Holthausen – Wersten – Uni-Kliniken – Bilk Bahnhof – Wilhelm-Marx-Haus – Oberkassel, Rheinbahnhaus tagsüber montags bis samstags und eine Zeit lang auch nachmittags an Sonn- und Feiertagen verkehrte, stellte die Direktverbindung zum Bilker Bahnhof und in die westliche Friedrichstadt, die in den 1950er Jahren wegen Änderungen der Linie 1 weggefallen war, wieder her. Zur Bewältigung des stark angewachsenen Berufs- und Schülerverkehrs zwischen Hauptbahnhof und Holthausen wurden die Fahrten der Linie 11 zwischen Kaiserswerth und Hauptbahnhof zur Hauptverkehrszeit entsprechend verlängert. Die Linien 1 und 18 blieben erhalten, mal davon abgesehen, dass die Linie 18 ab Jan-Wellem-Platz statt nach Oberkassel zum Rheinstadion und neuen Messegelände verkehrte.
Am 3. Oktober 1981 wurde der erste U-Bahn-Tunnelabschnitt zwischen Kennedydamm und Opernhaus in Betrieb genommen, was auch größere Auswirkungen auf Wersten hatte: Die Linien 711 und 718 wurden verkürzt, so dass sie nicht mehr durch den Stadtteil verkehrten. Die neue Linie 717 übernahm die Funktion der Linie 718 bis zum Jan-Wellem-Platz, von dem sie weiter bis zum Rheinbahnhaus in Oberkassel verkehrte. Die Linie 715 fiel sogar ganz weg. Stattdessen wurden zeitweise die Fahrten der Linie 703 zwischen Gerresheimer Bahnhof und Kirchplatz bis Holthausen verlängert. Mit der Eröffnung des Innenstadt-Tunnels zwischen Heinrich-Heine-Allee und Hauptbahnhof im Jahr 1988 und des Oberbilker U-Bahntunnels am 15. Juni 2002 waren keine Linienänderungen in Wersten verbunden aber die Fahrtzeiten in die Innenstadt verkürzten sich jeweils deutlich. Heute erreicht man von der Haltestelle Werstener Dorfstraße die U-Bahnhöfe Hauptbahnhof in acht und Heinrich-Heine-Allee in zwölf Minuten.
Seit 30. August 2010 verkehrt auch die Stadtbahnlinie U 79 aufgrund ihrer Verlängerung bis Universität Ost/Botanischer Garten durch Wersten. Vorausgegangen war eine Änderung südlich des Stadtteils, die in erster Linie „mobilitäts-eingeschränkte“ Werstener betraf: Mit der Verlängerung der U 74 bis Benrath ab 25. September 2009 war die Beendigung jeder zweiten Fahrt der seit 2000 und inzwischen ausschließlich auf der Linie 701 eingesetzten Niederflurstraßenbahnen des Typs NF10, welche einen barrierefreien Ein- und Ausstieg gewährleisten, tagsüber in Holthausen und somit eine Halbierung der Direktverbindungen nach Benrath in dieser verkehrsreichen Zeit verbunden.
Am 21. Februar 2016 – etwas mehr als 117 Jahre, nachdem die erste Straßenbahn durch Wersten fuhr – endete das Straßenbahn-Zeitalter: Seit der Eröffnung der Wehrhahn-Linie verkehren in Wersten zumindest im Linienverkehr und aus technischer Sicht nur noch Stadtbahnen, was auch daran zu erkennen ist, dass vor den Liniennummern „U“ steht. Bereits am 27. Februar 1994 wurde aus der Linie 717 die Linien U 74 nach Lörick und U 77 zum Seestern, die seitdem zusammen genommen im gleichen Takt wie die alte Linie verkehren.
Am 7. Januar 2024 ersetzte mit der Einführung des Rheintakts die Linie U 76 nach Krefeld die Lienen U 74 und U 77 sowie die Linie U 72 nach Ratingen die Lienen U 71 und U 83.
Die erste Stadtbuslinie durch Wersten wurde am 3. Mai 1964 in Betrieb genommen. Die Linie 37 verkehrte zunächst zwischen den Endhaltestellen Am Dammsteg in Eller und Dopplerweg am Ende des Ohmweges in den Benden über Werstener Feld, Ickeswarder Straße, Scheideweg und Auf'm Rott und wurde am 7. Oktober 1966 bis zum Gertrudisplatz verlängert. Die Endhaltestelle in Wersten und in Fahrtrichtung Eller auch die Haltestellen Nernstweg, Mendelweg und Scheideweg wurden 1969 wieder aufgehoben und die aus Eller kommenden Fahrten von der Haltestelle Ohmweg über den Dechenweg zurück nach Eller geführt. Mitte der 1980er Jahre nach Fertigstellung der Siedlung Wersten-West südwestlich der Benden, verkehrte die inzwischen in Eller an der Haltestelle Vennhauser Allee endende und 1980 zu 737 umnummerierte Buslinie über die Otto-Hahn-Straße durch das neue Viertel statt über den Scheideweg. Seit den 1990er Jahren verkehrt an Stelle der Linie 737 die Linie 735 zwischen Unterbach später Erkrath-Unterfeldhaus und dem Südpark. Aus der Schleifenfahrt in einer Fahrtrichtung wurde wieder ein Verkehr durch die Benden und Wersten-West in beiden Richtungen, der über die Münchener Straße und Universitätsstraße fortgesetzt wurde und so Wersten besser mit der Heinrich-Heine-Universität und der zum ÖPNV-Knotenpunkt ausgebauten Haltestelle am Südpark verband. Auch wegen des stark angewachsenen Fahrgastaufkommen zwischen Wersten und Eller wurde am 28. April 2014 die Linie 731 zwischen Am Pflanzkamp in Eller und Südpark, die überwiegend denselben Verlauf wie die Linie 735 hat, aber tagsüber montags bis freitags die Ickeswarder Straße in ihrer vollen Länge befährt und zu den anderen Zeiten auch die Schleife durch die Benden und Wersten-West an Stelle der dann auf den Abschnitt Erkrath – Eller verkürzten Linie 735 bedient, in Betrieb genommen.

### Handel und Gewerbe
Wersten ist geprägt von vielfältigen Einzelhandelsgeschäften, die sich südlich der Autobahnzufahrt entlang der Kölner Landstraße niedergelassen haben. Der tägliche und periodische Bedarf kann hier gedeckt werden, teilweise wird auch der längerfristige Bedarf bedient.
Kulinarisch sind neben bürgerlicher Küche durch Kneipen vor allem griechische und asiatische Imbisse, in geringerem Umfang auch italienische Pizzerien und türkische Dönergeschäfte prägend.
Seit 1995 ist das größte in Wersten ansässige Unternehmen die Provinzial-Versicherung.

### Öffentliche Einrichtungen
Die Polizeiwache Wersten ist rund um die Uhr besetzt, liegt an der Kölner Landstraße 30 und ist auch über Telefon 0211 8709343 erreichbar. Auf dem Werstener Feld 30 befindet sich die Feuerwache 7 der Feuerwehr Düsseldorf.

### Kinderbetreuung und Schulen

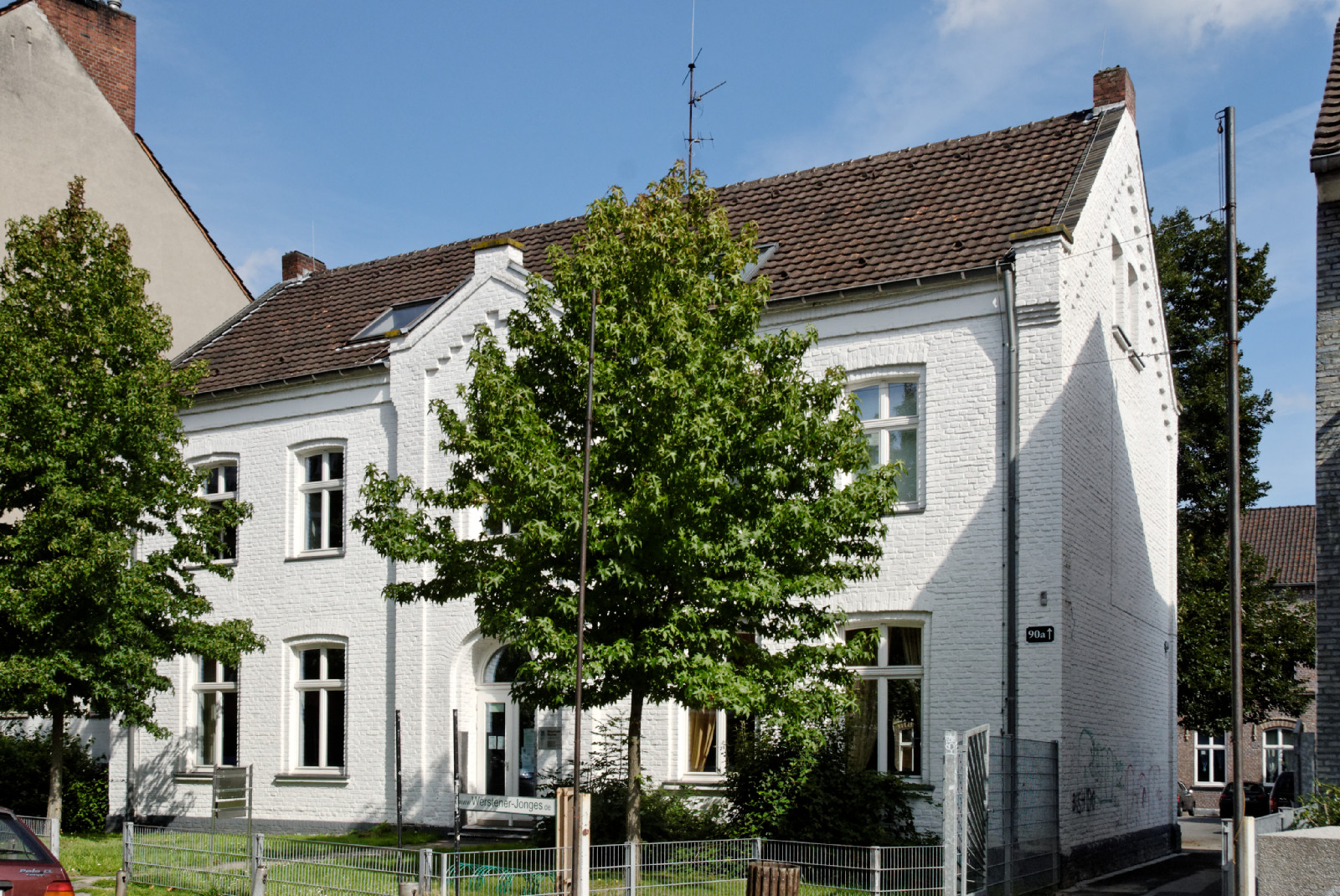
Bürgerhaus und ehemalige Katholische Volksschule,
Werstener Dorfstraße 90

Die erste katholische Volksschule war 1810 unter den Franzosen auf der Kölner Landstraße Nr. 42 im damaligen Dorfbereich Windfoch eingerichtet worden. Diese Schule wurde 1868 geschlossen. Auf der Werstener Dorfstraße Nr. 90 wurde eine neue katholische Volksschule errichtet und 1869 in Betrieb genommen. 1901 folgte der Bau der „Roten Schule“ an der Kreuzung der Straßen Werstener Feld und Werstener Friedhofstraße. Rote Schule deshalb genannt, da rote und nicht verputzte Ziegel für die Außenmauern des Gebäudes verwandt worden waren. Am 3. Januar 1906 ging an der Wiesdorfer Straße die erste Volksschule für evangelische Kinder in Betrieb. Bis zur Errichtung eines 3. Gebäudes für evangelische Schüler 1909 blieb die Schule an der Werstener Dorfstraße eine rein katholische Schule, da bis um 1900 nur wenige Einwohner in Wersten Protestanten waren. Es folgte nach dem Ersten Weltkrieg 1936 noch die Errichtung der „Weißen Schule“ an der Ecke Burscheider Straße mit der Lützenkircher Straße. Nach 1945 wurden mit der weiter wachsenden Bevölkerungszahl diverse weitere Schulen gebaut. 1981 wurde nach über 112 Jahren der Betrieb der kath. Schule an der Werstener Dorfstraße Nr. 90 beendet und im folgenden Jahr das Gebäude als Bürgerhaus weiter verwendet.
Aktuell sind Grund-, Gemeinschafts-, Gesamt- und Realschulen sowie Berufskolleg in Wersten vorhanden, während sich Gymnasien in angrenzenden Stadtteilen befinden.
Wersten hat 820 Plätze in 15 verschiedenen Kindertagesstätten in kommunaler wie kirchlicher Trägerschaft und ca. 1000 Grundschüler in den städtischen und kirchlichen Grundschulen sowie 135 Förderschüler.